# Т-80
Т-80 — радянський основний бойовий танк, прийнятий на озброєння 1976 року. Він став першим у світі серійним танком з газотурбінним двигуном як основною силовою установкою, випередивши американський «Абрамс» на кілька років[⇨]. У процесі виробництва зазнав значних модифікацій, найважливішими з яких стали Т-80Б з керованим озброєнням і Т-80БВ з динамічним захистом. Танк також ліг в основу пізніх радянських моделей Т-80У й Т-80УД, українських Т-84 та російських Т-80БВМ. Загалом виготовлено близько 5 тисяч танків родини Т-80, які досі перебувають на озброєнні збройних сил Кіпру, Пакистану, Південної Кореї, Росії та України.
Т-80, як послідовник Т-64 та Т-72, успадкував їхні ключові конструктивні особливості: комбіновану броню, екіпаж із трьох осіб, 125-мм гладкоствольну гармату 2А46 та автомат заряджання, розташований всередині башти. Вага машини складає від 42 до 46 тонн. Завдяки газотурбінному двигуну потужністю 1000 к.с. і більше танки родини Т-80 перевершували сучасні їм радянські машини за рухливістю, однак були значно дорожчими у виробництві та споживали більше пального[⇨].
Т-80 планувався як заміна для Т-64 і Т-72, проте всі три родини танків виготовлялися паралельно з 1976 до 1987 року. Вони мали ідентичне озброєння та подібні технічні характеристики. Через конкуренцію між радянськими заводами, кожен з яких мав власне лобі у радянському керівництві, танки залишалися слабко уніфікованими, що створювало проблеми з логістикою. Т-64 і Т-80 вважалися елітною технікою: вони оснащувалися сучаснішими системами керування вогнем, керованим озброєнням і покращеним бронюванням та не постачалися на експорт. Натомість Т-72 був дешевшим, простішим у виробництві, масовим і дозволеним до експорту.

## Історія

### Передумови

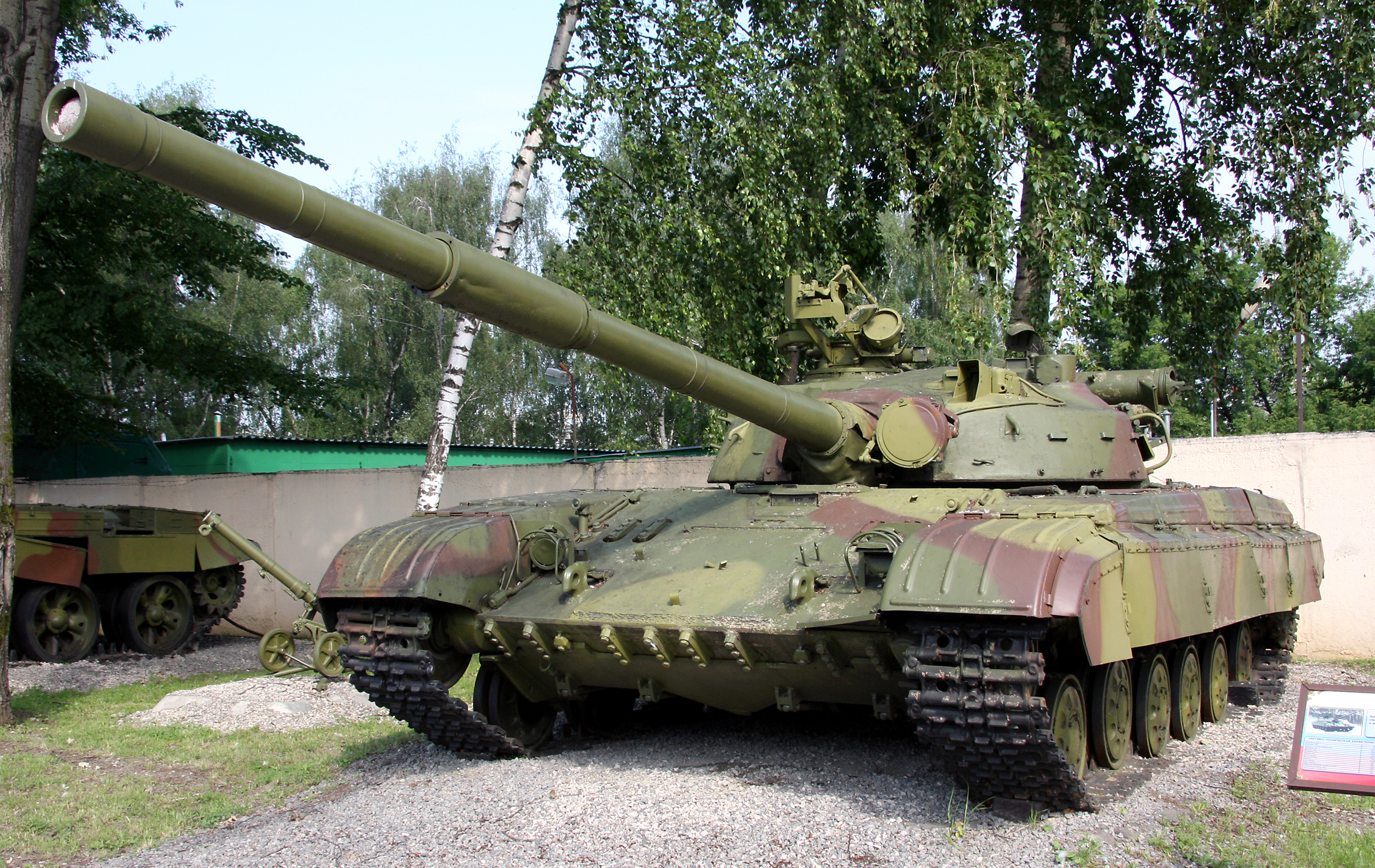
Т-64А

Першим докорінно новим радянським танком після Другої світової став Т-64, розроблений Харківським конструкторським бюро з машинобудування (ХКБМ). Він використовував революційні на свій час технології: комбіновану броню, механізм заряджання та надзвичайно компактний опозитний двигун 5ТД. Серійне виробництво Т-64 розпочалося 1963 року на Заводі імені Малишева. Двигун виявився ненадійним (його недоліки виправили лише до 1968 року в модифікації Т-64А), тому Міністерство оборонної промисловості паралельно шукало альтернативні двигуни.
Уралвагонзавод у Нижньому Тагілі на заміну Т-62 спочатку планував виготовляти Т-64А, однак його конструкторське бюро представило варіант дешевшого й надійнішого «мобілізаційного» танка Т-72, який мав більш традиційні дизельний двигун та ходову. Виробництво Т-72 «Урал» розпочалось 1974 року.
Оскільки ще 1960 року Микита Хрущов поклав край розробкам важких танків, вважаючи, що вони не мають перспектив у добу протитанкових ракет, дослідні (СКБ-2) та виробничі потужності Ленінградського Кіровського заводу (ЛКЗ) та Челябінського тракторного заводу (ЧТЗ) були вільними й могли взятись за створення нових танків.
Постановою ЦК КПРС і Ради міністрів СРСР від 16 квітня 1968 року було затверджено розробку нового танка. СРСР прагнув створити єдиний основний бойовий танк, тому вже 1971 року було розпочато роботу зі створення нового танка, який з 1981 року мав би замінити Т-64 і Т-72. Власні проєкти представили ЛКЗ (газотурбінний «Об'єкт 225» і дизельний «Об'єкт 226»; розвинулись в «Об'єкт 258»), ЧТЗ («Об'єкт 780» та пізніше «Об'єкт 785») та ХКБМ (Т-74 або «Об'єкт 450»). Однак челябінський завод вийшов із розробки танків через зміни в керівництві, а харківський радикальний проєкт викликав скептицизм через проблеми із Т-64 та літній вік головного конструктора Олександра Морозова, який перебував при виході на пенсію.
Конструкторське бюро № 3 (КБ-3) ЛКЗ під керівництвом Миколи Попова мало підготувати виробництво Т-64А. Однак, початкова ненадійність двигуна 5ТД викликала занепокоєння й завод зрештою зсунув пріоритет у бік створення газотурбінної модифікації Т-64. Зрештою КБ-3 ЛКЗ під керівництвом Попова й розробило «Об'єкт 219» — Т-80.

### Створення двигуна
Ідеї створити танковий газотурбінний двигун (ГТД) з'явились ще в 1950-ті роки, коли реактивні двигуни показали свою ефективність для гелікоптерів і приваблювали конструкторів можливістю отримати велику потужність за невеликих розмірів і маси. Газотурбінний двигун мав бути схожим на реактивний двигун, енергія якого передається трансмісією на гусениці танка. Такі двигуни могли бути дуже потужними, але витрачали багато пального (приблизно втричі більше за дизельний двигун) й були чутливими до пилу, оскільки потребували багато повітря. В СРСР впродовж 1950-х — 1960-х років було створено кілька дослідних зразків ГТД і танків, таких як «Об'єкт 277».
1963 року до розробок долучилось ленінградське НПО імені Клімова (ЛНПО) під керівництвом Сергія Ізотова. Було випробувано низку адаптованих вертолітних двигунів, однак вони не мали значного успіху. УВЗ представив «Об'єкт 167Т», ЛКЗ — «Об'єкт 288», ЧТЗ — «Об'єкт 775Т». Харківські конструктори також мали подібну розробку, «Об'єкт 434Т» — газотурбінний варіант Т-64А з вертолітним двигуном ГТД-3ТЛ.
Керівництво СРСР прагнуло скоротити відставання від США щодо створення танкових ГТД. 1968 року ЛНПО отримало доручення створити танковий ГТД. Ізотов вирішив створювати двигун з нуля замість адаптації вертолітних двигунів, які до того пробували ставити на танки. Ті двигуни не були розраховані на тряску при їзді та навантаження під час пострілу гармати. До того ж армія потребувала двигун-моноблок, який міг би вийматись і встановлюватись у танк цілісно, разом з фільтрами, трансмісією, компресором та іншими деталями. Новий двигун отримав назву ГТД-1000Т. Вперше його поставили на танк 1969 року, а 1970-го доручили опанування серійного виробництва на Калузькому моторному заводі.

### Перші Т-80

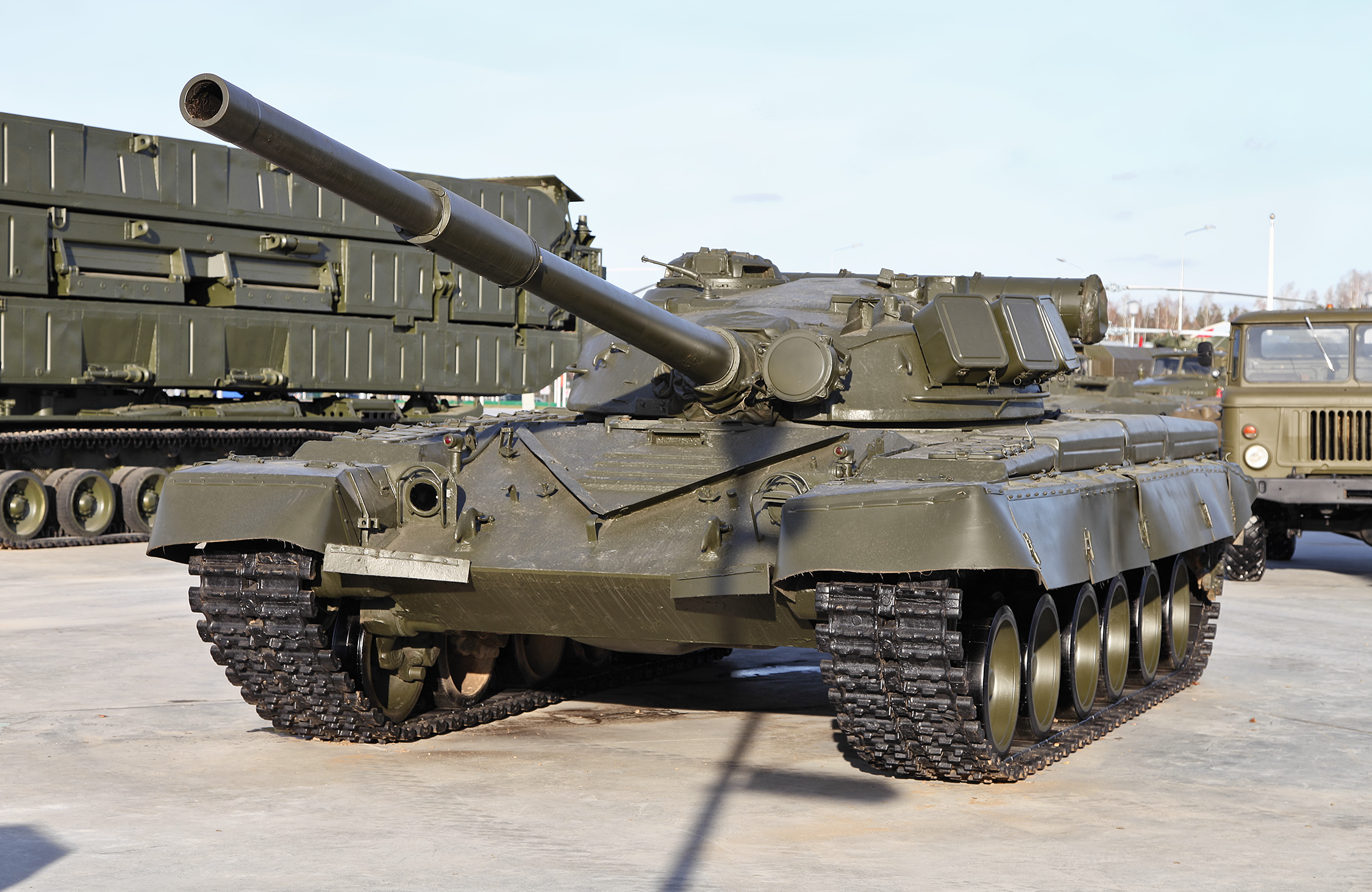
Т-80 зразка 1976 року

1969 року двигун ГТД-1000Т поставили на модифікований танк Т-64, що отримав індекс ГБТУ «Об'єкт 219 сп. 1» (специфікація №1) та кодову назву «Гроза». Під час випробувань Ізотов скаржився на те, що ходова Т-64 обмежувала можливості газотурбінного двигуна, оскільки металеві опорні котки з внутрішньою амортизацією на великій швидкості призводили до надмірної вібрації. Це призвело до створення нової ходової частини, однак не уніфікованої з конкурентним Т-72. Впродовж 1968—1971 років було створено 60 випробувальних зразків з різними ходовими. Зрештою оновлений прототип отримав позначення «Об'єкт 219 сп. 2» й був готовий 1971 року. Загалом Т-80, будучи глибокою модифікацією Т-64, зберіг від нього лише окремі вузли, зокрема гармату, механізм заряджання та елементи бронезахисту.
Випробування 1972—1975 років показали суттєве покращення рухливості танка порівняно з Т-64А, однак двигун виявився ненадійним: 19 з 27 двигунів не досягли рівня 300 годин наробітку до відмови, попри технічне завдання в 500 годин. До того ж двигун мав дуже велике споживання пального, що в 1,6—1,8 раза перевищувало таке для 5ТД. 1975 року міністр оборони СРСР Андрій Гречко відмовився від серійного виробництва танка через надмірну витрату пального та відсутність переваг у захисті щодо Т-64А.
Ймовірно, «Об'єкт 219» так і залишився б невдалим прототипом, якби не смерть Гречка у квітні 1976 і прихід Дмитра Устинова на його посаду. Новий міністр оборони був представником військової промисловості, а не армії. Він був активним прихильником ГТД з 1960-х років і був дотичним до створення «Об'єкта 219», тому 6 серпня 1976 року цей танк було несподівано прийнято до серійного випуску як Т-80 на ЛКЗ. Численні проблеми танка планували усунути в ході виробництва. Танк був ідентичний до Т-64 за вогневою потужністю, але дорожчим в понад три рази: Т-64А коштував 143 000 радянських рублів, а Т-80 — 480 000. Таким чином, Радянська армія отримала на озброєнні танки Т-64, Т-72 та Т-80, що не дуже суттєво відрізнялись за показниками (хоча Т-80 випереджав обох за рухливістю), проте мали дуже низький рівень уніфікації, відрізняючись двигунами, корпусами, ходовими та комплексами керованого озброєння.
Серед представників Міноборони та армії не було консенсусу щодо «турбінізації» танків. Радянську армію влаштовував Т-64, однак перед нею постала перспектива отримати замість нього проблемний Т-80. Велика витрата пального викликала суттєве занепокоєння серед досвідчених офіцерів, які вважали, що дизельний двигун має логістичні переваги. Одним із прихильників дизельних двигунів був маршал бронетанкових військ Амазасп Бабаджанян, однак із його смертю 1977 року вплив критиків ГТД знизився. Для Устинова ж було принциповим ідеологічне підґрунтя — що газотурбінному американському «Абрамсу» підготовано відповідь у вигляді газотурбінного радянського танка.
За час проведення робіт зі створення танка впродовж 1968—1976 було збудовано 158 випробувальних зразків, з яких 31 з ходовою Т-64 та решта з оригінальною ходовою. Т-80 першої серії випускались на ЛКЗ з 1976 до 1978 року. Ймовірно, всього було випущено до 200 одиниць цієї модифікації.

### Т-80Б

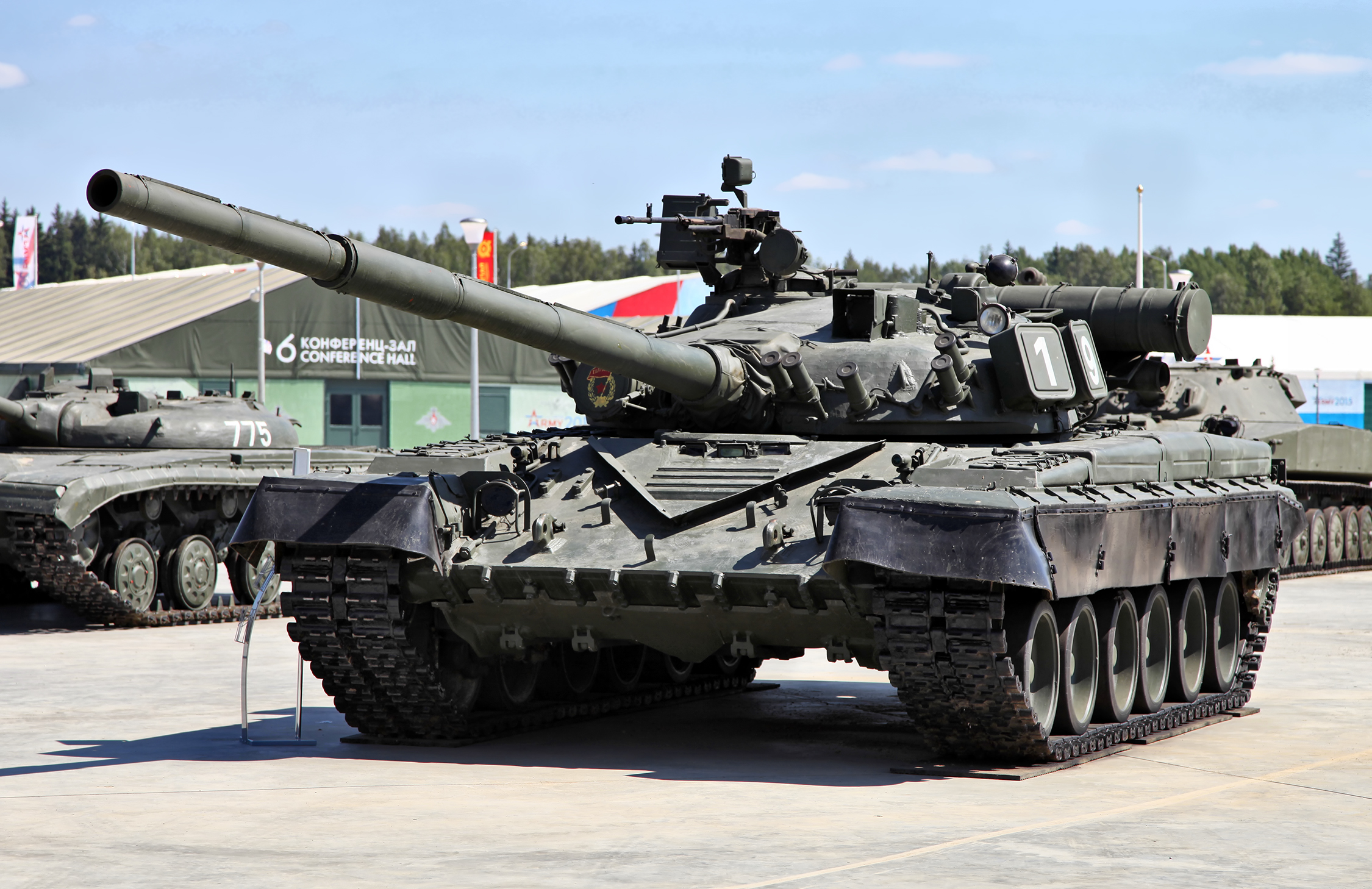
Т-80Б

Вже 1976 року Т-64 еволюціонував до рівня Т-64Б, отримавши нову систему керування вогнем з лазерним віддалеміром і комплексом керованого протитанкового озброєння 9К112-1 «Кобра», що одразу зробило Т-80 застарілим відносно нього. Було вирішено не просто знову запозичити башту, але розробити її аналог. Модифікація «Об'єкт 219Р» отримала останнє покоління радянської комбінованої броні під назвою «Комбінація К», розроблене НДІ сталі. Ця броня надавала захист, еквівалентний 550 мм сталевої броні для лоба башти та 500 мм для верхньої лобової деталі корпуса, спрямований проти поширених на той момент кумулятивних боєприпасів.
«Об'єкт 219Р» було прийнято на озброєння 1978 року як Т-80Б та запущено в серійне виробництво на ЛКЗ того ж року. Хоч Устинов не був прихильником Т-72, все ж він визнавав потребу в дешевому танку на заміну Т-54, тому УВЗ продовжив виготовляти Т-72; разом з тим, міністр визначив, що інноваційні рішення, як нові системи керування вогнем, мають надходити для Т-80, а не Т-72.
Омський завод транспортного машинобудування (ОЗТМ) початково планували перекваліфікувати з випуску експортних Т-55А на Т-72, однак йому теж було призначено виробництво Т-80, що було розпочато 1979 року. Омському заводу доручили створення й командирського танка Т-80БК з системою навігації та додатковою радіостанцією. Устинов планував випуск цього танка й на Заводі імені Малишева в Харкові на пізніший термін.

### Т-80БВ

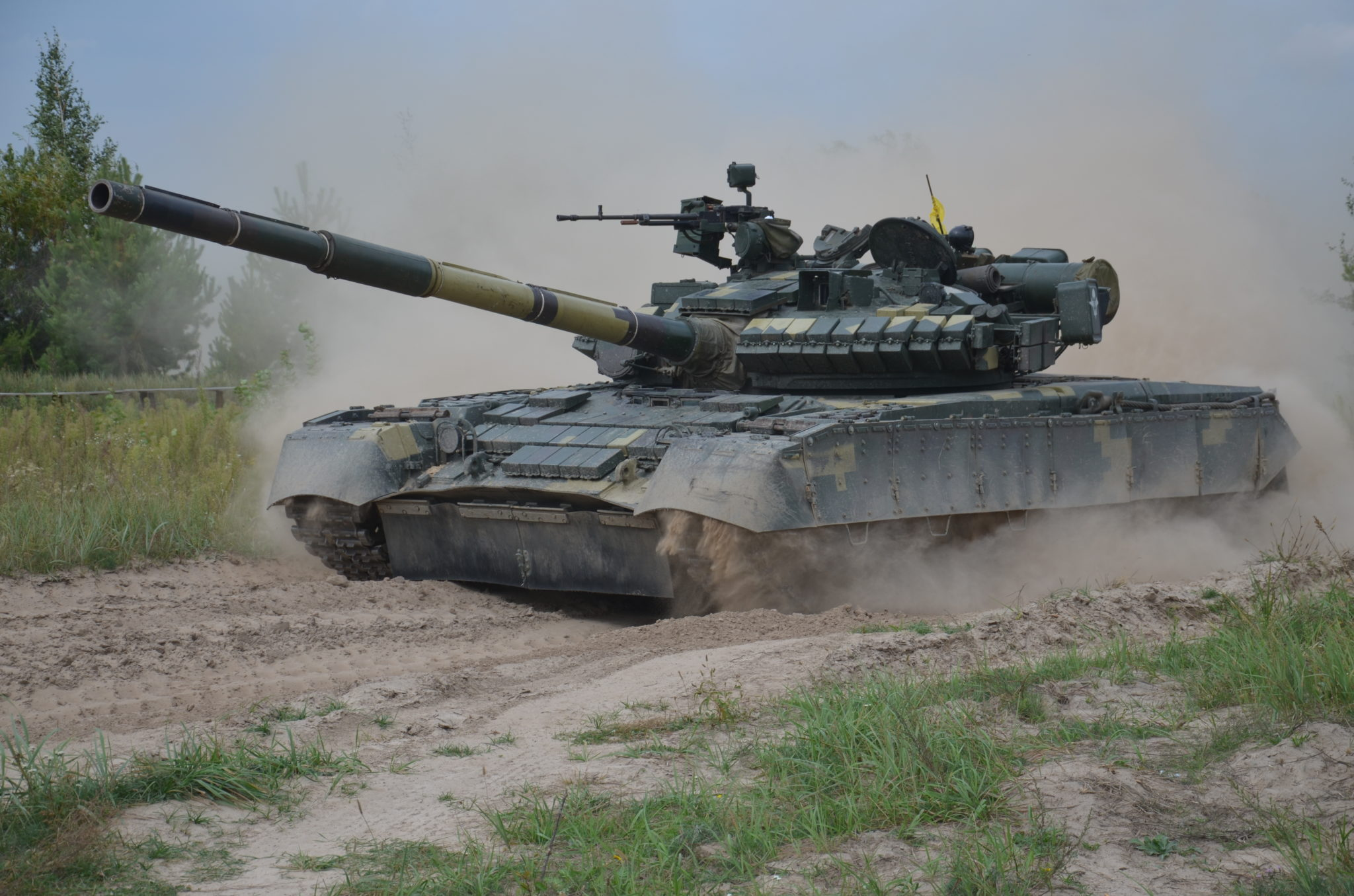
Т-80БВ

Ліванська війна 1982 року продемонструвала успіх вибухового динамічного захисту «Блейзер», встановленого на ізраїльські танки. Попри те, що в СРСР подібні розробки проводили ще з 1960-х, вони не виклика́ли зацікавлення з боку армії. Однак, ізраїльський досвід спричинив повернення до цієї ідеї, тому НДІ сталі взявся швидким темпом розробити радянський аналог — «Контакт-1». Його почали встановлювати на радянські танки 1983 року, а з 1985 року ЛКЗ почав виготовляти «Об'єкт 219РВ» або ж Т-80БВ з цим динамічним захистом. Цей танк отримав потужніший двигун ГТД-1000ТФ потужністю 1000 к.с. Виготовлені раніше Т-80Б у ході ремонту на заводах проходили модернізацію до рівня Т-80БВ.
Т-80Б став наймасовішим танком сімейства: всього на захід від Уральських гір на 1990 рік налічувалось 3518 танків Т-80Б, 217 Т-80БК і 617 модернізованих Т-80БВ. Всіх разом було 4352 одиниці. Також були в наявності 594 виготовлених Т-80БВ і 23 Т-80БВК.

### Т-80У
З виходом на пенсію головного конструктора ХКБМ Олександра Морозова в травні 1976 року, Устинов остаточно вирішив уніфікувати виробництво танків. На той момент харківські конструктори працювали над «Об'єктом 476» (або «Виріб 9А»), який був суттєво модернізованим Т-64Б з новою баштою, оснащеною новітньою комбінованою бронею та системою керування вогнем 1А45 з прицілом 1Г46, тому було вирішено поставити цю башту на шасі Т-80Б. Таким чином, ЛКЗ відповідав за весь проєкт, а ХКБМ — за бойове відділення танка.

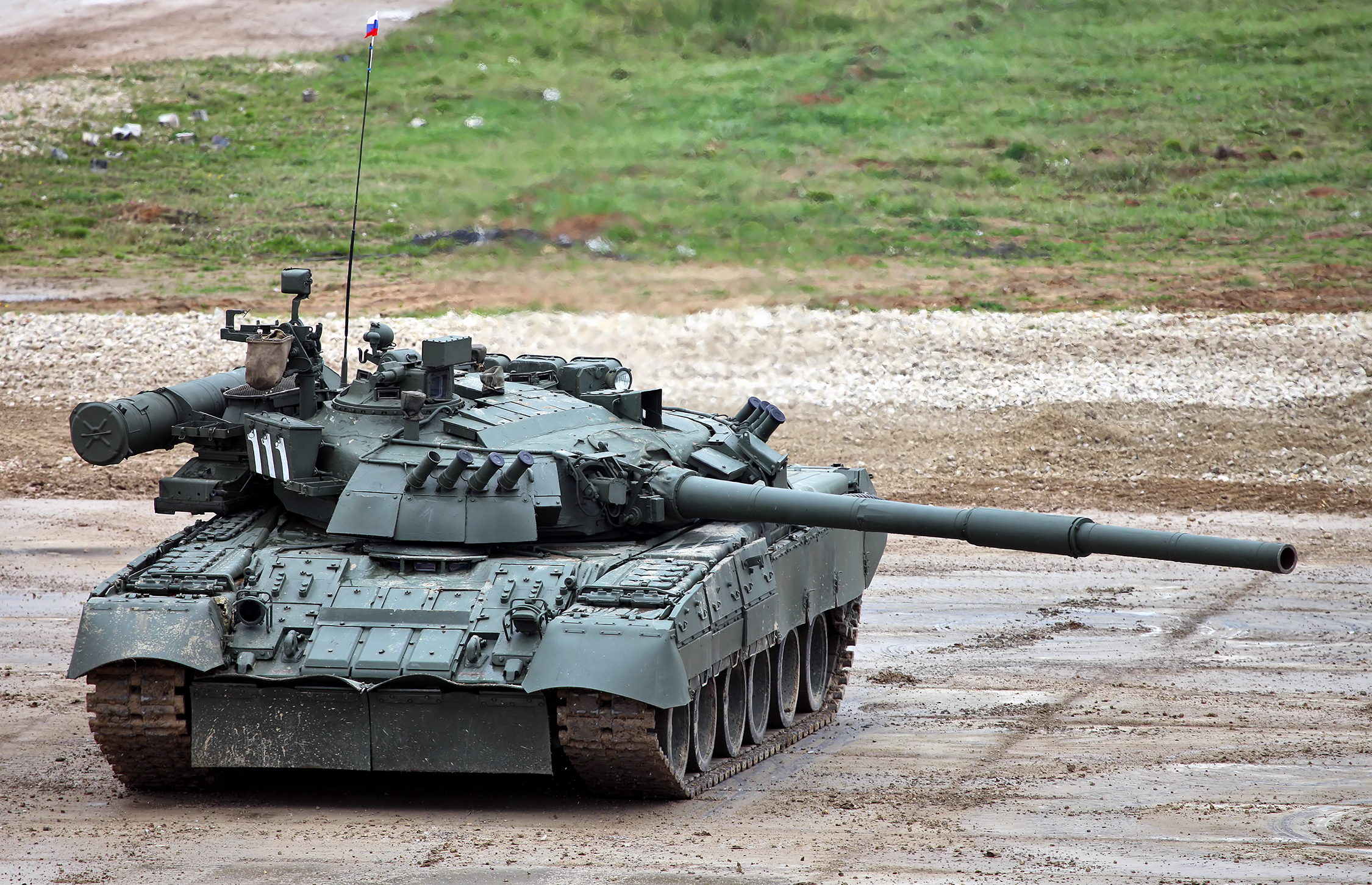
Т-80У

Зрештою було створено «Об'єкт 219АС», який отримав новий комплекс керованого озброєння та вбудований динамічний захист «Контакт-5», здатний боротись проти підкаліберних снарядів. Він був готовий 1983 року, прийнятий 1985 року на озброєння як Т-80У та пішов у серійне виробництво 1987 року в Омську. Т-80У був найпотужнішим радянським танком, але коштував 824 000 рублів проти 280 000 за Т-72Б. При цьому дослідження ВНДІТрансмаш показали, що бойова ефективність Т-80У переважала Т-72Б не радикально.

### Дизельні Т-80
Початково важливим фактором вибору ГТД було те, що до 1970-х в СРСР не було танкових дизелів потужністю 1000 к.с. Попри появу харківського 6ТД, встановлення дизеля зазнавало спротиву з боку міністра оборони Устинова та головного конструктора Т-80 Миколи Попова. Устинов був прихильником єдиного танка з ГТД, тому з моменту його призначення в 1976 році цей напрямок мав найбільшу підтримку з боку держави. Він також наполягав на переході всіх заводів (крім УВЗ, зайнятого Т-72) до виробництва нового Т-80.

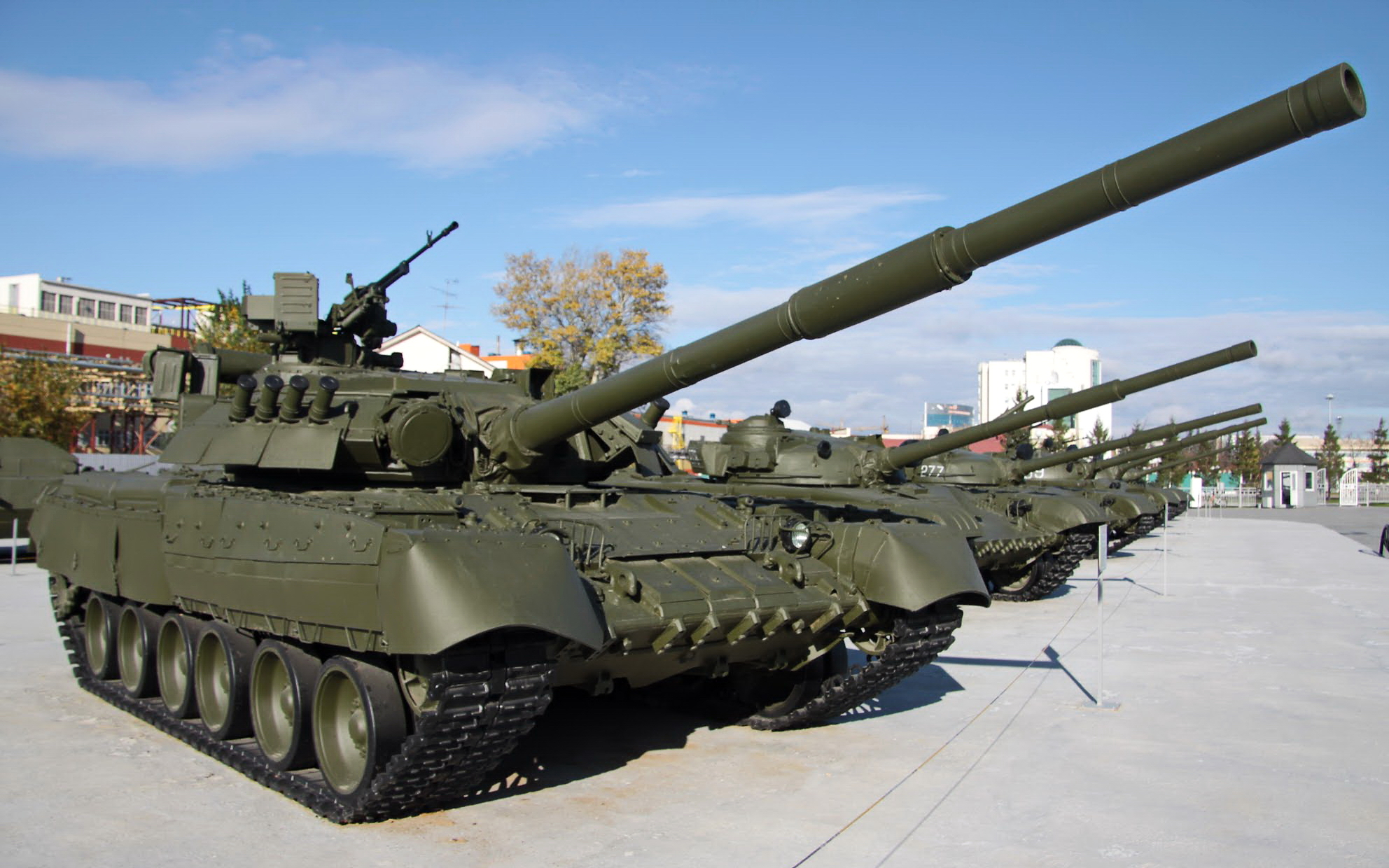
Т-80УД

Початкова ненадійність, висока вартість і великі витрати пального спонукали до розгляду альтернативних варіантів Т-80 з дизельними двигунами. Перші проєкти були створені ще в 1975—1976 на ЛКЗ та ХКБМ. ХКБМ розробило «Об'єкт 478», який мав на шасі Т-80 реалізувати рішення «Об'єкта 476», а саме — моторно-трансмісійне відділення з двигуном 6ТД-1 та нову башту, яка пізніше лягла в основу Т-80У. Також у ХКБМ був більш радикальний проєкт «Об'єкт 478М» з чотиритактним 1500-сильним дизелем 12ЧН, системою активного захисту «Шатер» тощо. Ці проєкти залишились на папері через активне запровадження Устиновим танків з ГТД.
Питання встановлення двигуна 6ТД обговорювались у заступників міністра оборони Василя Петрова й Віталія Шабанова. Зрештою смерть Устинова 20 грудня 1984 та кадрові зміни дали «зелене світло» на повернення до дизельних двигунів. В січні 1985 року заступник міністра оборони Віталій Шабанов вперше визнав, що Міноборони весь час вело дві паралельні лінії: ГТД і дизель.
Через проблеми з опануванням  ГТД в Харкові, ще з 1981 року проводились роботи зі створення резервного варіанту Т-80 з двигуном 6ТД-1, який проходив випробування 1983 і 1985 років. ЛКЗ створив «Об'єкт 219РД» — Т-80Б з челябінським двигуном 2В-16 (він же А-53-2), ОЗТМ пропонував «Об'єкт 644» з В-46-6 від Т-72, однак перший двигун був сирим, а другий мав замалу потужність. Харківський двигун був досконалішим і найбільш доведеним до серійного рівня. З 1985 року було розпочато виготовлення дизельного танку Т-80УД з двигуном 6ТД-1 потужністю 1000 к.с., а з 1987 року він повністю замінив у виробництві Т-64.
Про розвиток родини Т-80 після розпаду СРСР див. розділ Оператори.

## Опис

### Компонування
Як і його попередники Т-64 та Т-72, Т-80 отримав ідентичне компонування, екіпаж із трьох осіб (механік-водій, командир танка й навідник) та автоматичне заряджання гармати. Завдяки цьому він має низький силует, порівняно з основними бойовими танками західного зразка. Танк поділений на три частини: відділення керування, бойове відділення та моторно-трансмісійне відділення (МТВ).
Відділення керування розташоване в носовій частині, обмежене праворуч баком пального та баком-стелажем, а з лівого боку іншим баком пального, щитком приладів керування та акумуляторними батареями. В центрі відділення розміщено робоче місце механіка-водія з органами керування, зокрема, з важелями повороту та педалями. Люк механіка-водія розташований у даху корпусу, а за його сидінням також наявний люк запасного виходу в дні.
Бойове відділення представлене поєднанням корпусу й башти, воно розташоване в центрі машини між відділенням керування та МТВ. Разом з баштою обертається прикріплена до неї кабіна, в якій містяться механізм заряджання й робочі місця навідника та командира (ліворуч і праворуч від гармати відповідно), що включають сидіння та відповідні прилади керування. Над командиром розміщена командирська башточка з приладом спостереження та зенітним кулеметом.
В задній частині корпусу знаходиться моторно-трансмісійне відділення (МТВ; також силове відділення), відділене перегородкою від бойового. Там розташовані двигун, трансмісія, генератор та пов'язані з ними системи. Зовні танка прикріплені баки з пальним, ящики з запчастинами, інструментами й приладдям (ЗІП), буксирувальні троси, колода самовитягування, вкривальний брезент, ОПВТ, частина боєкомплекту зенітного кулемета та інше допоміжне обладнання.

### Захист

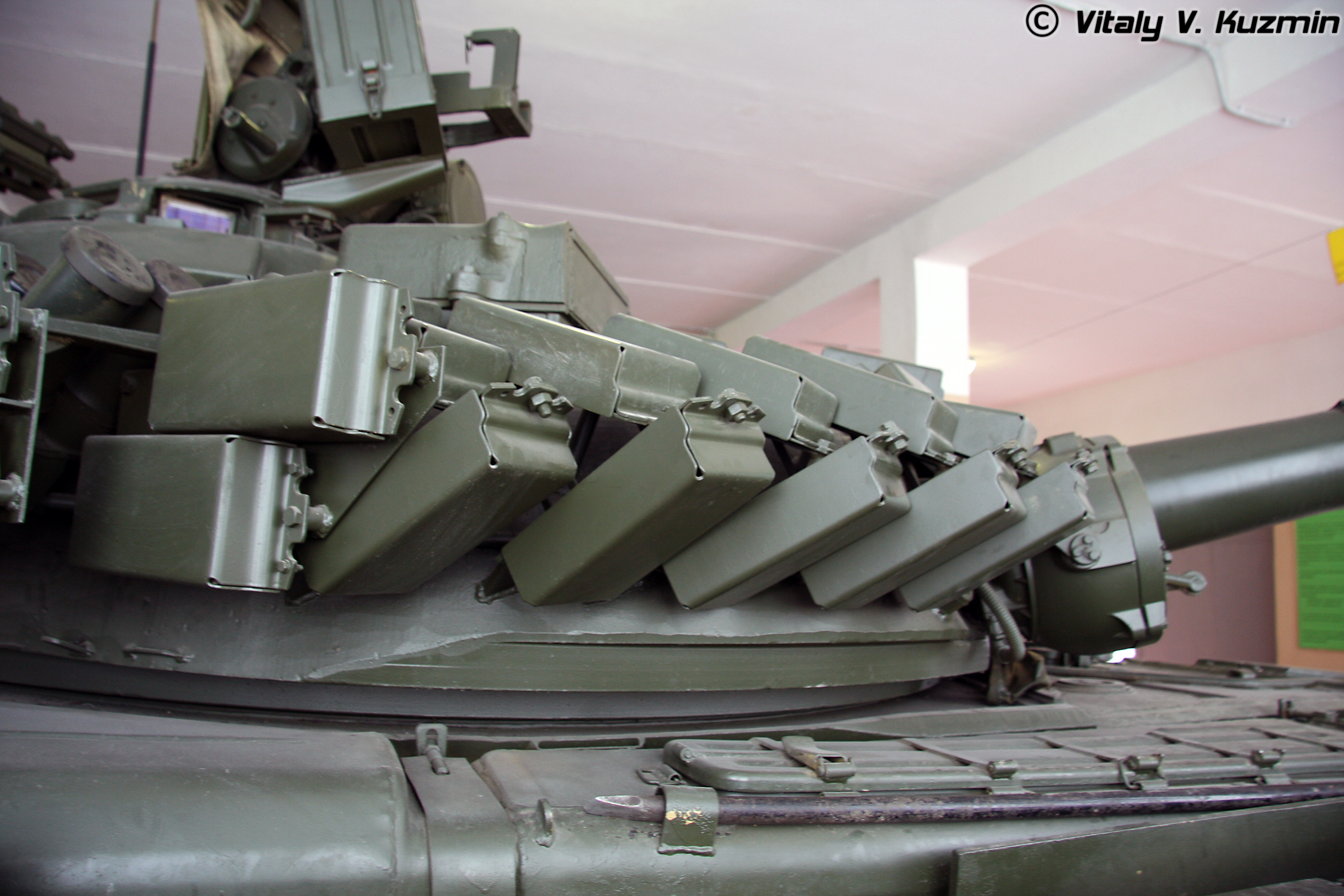
Клиноподібне розміщення динамічного захисту «Контакт-1» на башті Т-80БВ

Лобовий броньовий захист комбінований, складається з верхньої та нижньої лобових деталей, зварених між собою. Борти є цільноштампованими сталевими листами, корма зварена з двох листів. Дно корпусу має коритоподібну форму з трьох бронелистів, наявні виштамповки під торсіони та місце механіка-водія. Для лобових і бортових проєкцій починаючи з Т-80Б використано катану сталеву броню підвищеної твердості БТК-1. На бортах встановлено надгусеничні полиці, а також екрани з прогумованої тканини, які призначені для протидії кумулятивним боєприпасам і виконують функцію протипилових щитків. Ззовні на лобовій броні встановлені буксирні гаки, фари та два похилі щитки для захисту спостережувальних приладів водія від бруду.
Перші Т-80 мали башти, аналогічні баштам Т-64А, але вже з 1977 року було прийнято литу башту з керамічними стрижнями (також знаними як «піщані стрижні»), за зразком башти Т-72А; товщину сталі при цьому було збільшено. Корпус мав іншу броню тришарової (рос. трёхпреградная, досл. «триперешкодна») конфігурації: 80-мм зовнішня сталева плита, 105-мм шар склотекстоліту, 20-мм сталева плита. Захист башти й корпуса Т-80Б оцінювали як 550 і 500 міліметрів сталевого еквівалента відповідно.
У рамках дослідно-конструкторської роботи «Відбиття» (рос. ОКР «Отражение»), відкритої задля протидії новим західним боєприпасам, як M111, було створено ефективнішу броньову комбінацію: 60-мм зовнішня сталева плита, 35 мм склотекстоліту, 30 мм сталі, 35 мм склотекстоліту й 40 мм сталі. Цю посилену броню отримали Т-64БВ і Т-80БВ, прийняті на озброєння 1985 року. Т-80Б отримав додатковий 30-мм лист сталі, що наварювався на верхню лобову деталь під час ремонту, однак цей захист поступався п'ятишаровому. Т-80БВ також отримав вибуховий динамічний захист «Контакт-1».
Внутрішні стінки броні покрито шаром полімерного підбою, який має запобігати розльоту дрібних уламків броні, що утворюються з її внутрішнього шару при влучанні боєприпасу. Також підбій виконує роль протирадіаційного захисту, знижуючи дію гамма-випромінення; для цього механік-водій також має в сидінні спеціальну вставку. Підбій і паливні баки, розташовані довкола екіпажу, також виконують роль захисту від нейтронних засобів ураження. Для захисту від зброї масового ураження та протидії пожежі танк обладнано напівавтоматичною системою колективного захисту (СКЗ), що містить прилад радіаційної та хімічної розвідки, апаратуру комутації ЗЕЦ-11-22, фільтровентиляційну установку (ФВУ), підпоромір, механізм зупинки двигуна та ущільнення корпусу й башти.
Система колективного захисту може працювати в ручному та автоматичному режимах. В автоматичному режимі СКЗ спрацьовує в разі виявлення за бортом радіаційного або хімічного зараження, вмикаючи механізми ущільнень, що закриваються, та фільтровентиляційної установки. ФВУ створює в танку підвищений тиск чистого повітря. У разі пожежі, яка виявляється давачами температури, СКЗ вимикає нагнітач і двигун і розпилює вогнегасну речовину. Ця речовина розташована в трьох балонах і подається за допомогою піропатрона через розпилювач. 

### Озброєння

#### Гармата

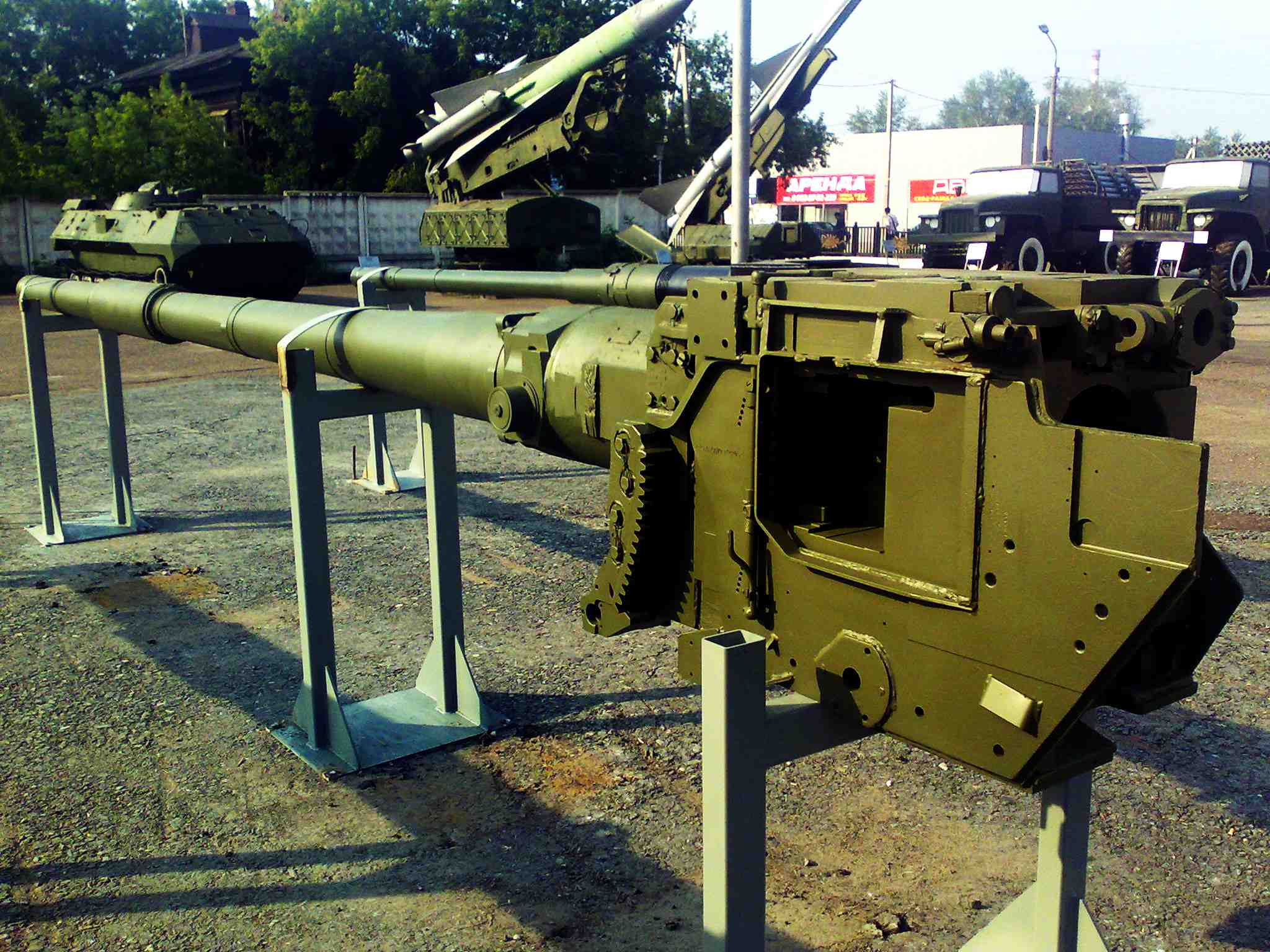
Гармата 2А46М-1, що використовується на танках Т-80

Всі модифікації Т-80 мають 125-мм гладкоствольну танкову гармату з роздільно-гільзовим заряджанням з родини 2А46 (Д-81ТМ), уніфіковану з Т-64 та Т-72. Перші Т-80 отримали гармату у версії 2А46-1, з Т-80Б — 2А46-2, з 1980 року — 2А46М-1. Постріл гармати складається з двох частин: снаряда й гільзи, в якій міститься метальний заряд. Гільза частково горюча, після пострілу від неї залишається лише металевий піддон. Танк може вести вогонь бронебійними опереними підкаліберними (ефективна віддаль до 2500 м), кумулятивними (до 1500 м) та уламково-фугасними боєприпасами (максимальна віддаль пострілу до 10 000 м, з використанням рельєфу місцевості — до 12 200 м), а з моделі Т-80Б також і протитанковими керованими ракетами.
Гармата складається зі ствола, затвора, люльки, противідкотних пристроїв, огородження зі спусковим механізмом і підіймального механізму. Ствол має термозахисний кожух і механізм продування каналу ствола. Затвор напівавтоматичний клиновий, він автоматично замикає канал ствола після заряджання та викидає піддон гільзи після пострілу. Також гармата бладнана механізмом заряджання та двоплощинним стабілізатором (2Е28М2 на Т-80, 2Е28М на Т-80Б).

#### Механізм заряджання
Механізм заряджання (МЗ) в цілому аналогічний такому в Т-64, забезпечує швидкострільність 6—8 пострілів на хвилину. МЗ гідроелектромеханічний, складається з двох кілець, що містять снаряди (горизонтально на підлозі кабіни) та метальні заряди (вертикально за стінкою кабіни, під погоном башти). Для доправлення пострілу до гармати, її має бути встановлено на кут заряджання автоматично стабілізатором гармати або вручну. Після пострілу відстріляний піддон боєприпасу вловлюється спеціальним механізмом і кладеться до вільного лотка в МЗ. Час заряджання пострілу складає 7,1—19,5 секунд при повороті МЗ на один крок і при повному оберті відповідно.
Порівняно з Т-72, такий формат МЗ давав можливість розмістити більше снарядів (28 проти 22), але поміщав заряди по периметру всієї башти, будучи більш вразливим при пробитті броні й оточуючи екіпаж з усіх боків. Вертикальне розташування зарядів ускладнювало прямий зв'язок між командиром і механіком-водієм, а також майже внеможливлювало залишення танка останнім, у разі коли ствол гармати перебував над його люком. У крайньому разі це можна було зробити, якщо зняти два лотки з зарядами, але цей процес не був легким.
Боєкомплект до гармати складає 38 пострілів (38 снарядів і 38 гільз): 28 пострілів розташовані в конвеєрі механізму заряджання, ще 5 в бойовому відділенні та 7 у відділенні керування в баку-стелажі. Час заряджання боєкомплекту в МЗ складає 13—15 хвилин.

#### Кероване озброєння

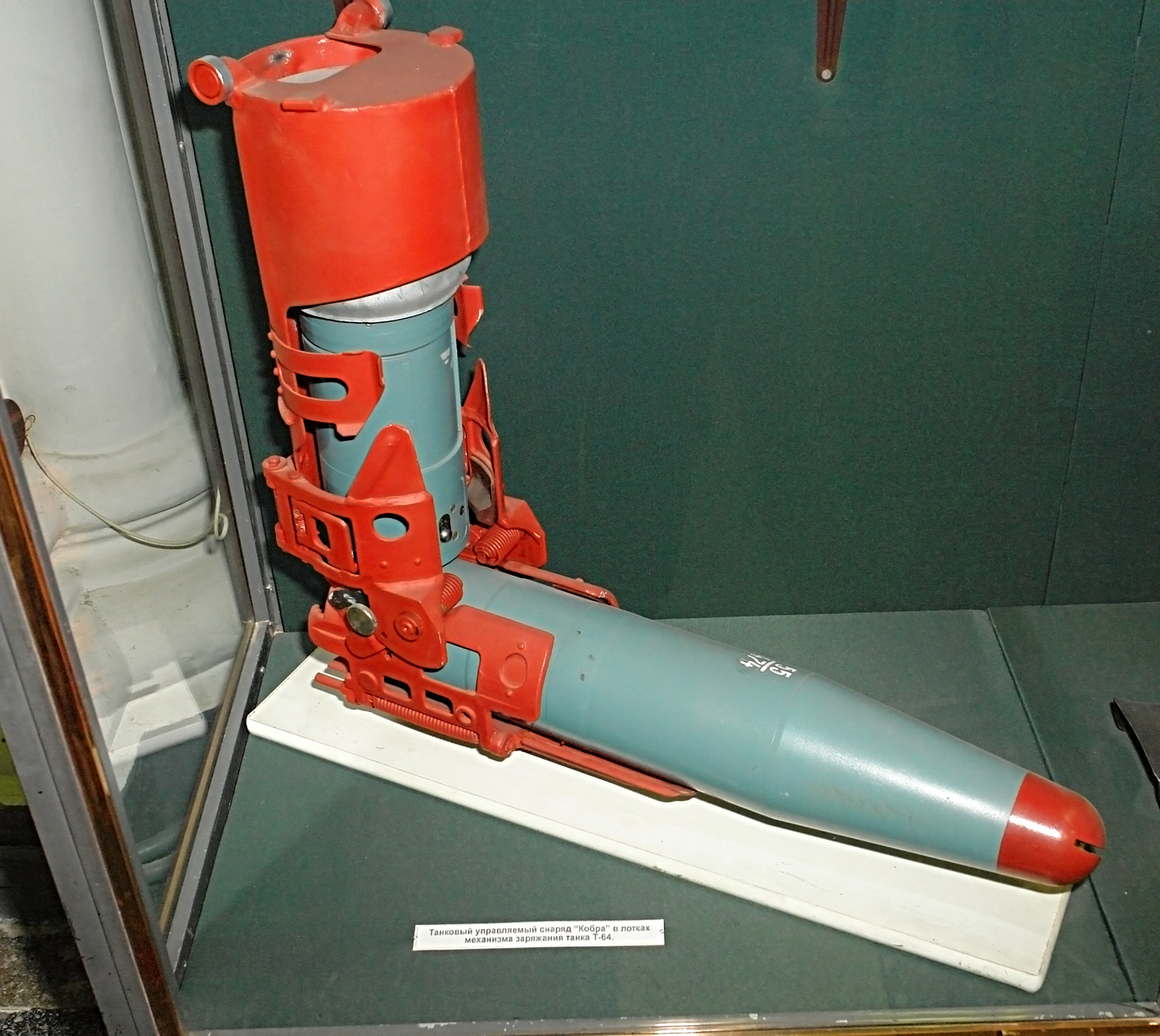
Керована ракета 9М112 у вигляді, в якому вона перебуває в автоматі заряджання

Починаючи з Т-80Б встановлено комплекс керованого озброєння 9К112-1 «Кобра», що веде вогонь радіокерованими протитанковими ракетами 9М112. Ракети розташовуються в конвеєрі МЗ, поділені на дві частини та запускаються через ствол гармати. Керування ракетою здійснюється за допомогою антени ГТН-12, розташованої перед люком командира на башті.

#### Допоміжне озброєння
З гарматою спарений 7,62-мм кулемет ПКТ, розміщений праворуч від гармати перед місцем командира. Його боєкомплект складає 1250 патронів у п'яти стрічках.
На основу люка командира встановлено 12,7-мм кулемет НСВТ, призначений для ведення вогню по наземних і повітряних цілях на дистанції до 2000 метрів. Зенітна кулеметна установка ЗУ-80 відрізняється як від ЗУ-64, так і від ЗУ-72, причому отримала найгірші риси обох. ЗУ-80 є установкою відкритого типу, тобто для стрільби потребує висування командира з люка, як на Т-72. На відміну від ЗУ-72, вона не має окремого обертового кільця, тобто потребує обертання разом з командирською башточкою, як ЗУ-64, але не має електроприводу останньої, який компенсував би цю проблему. Обертання 300-кілограмової башточки з ЗУ ускладнюється плечем сили через довжину та вагу кулемета. Боєкомплект зенітного кулемета складає 300 патронів у трьох стрічках. Примітно, що на Т-80У та Т-80УД використали інші зенітні установки: перший отримав три нерухомі кріплення на даху башти, а другий — дистанційно керовану установку, подібну до ЗУ-64.
Танк штатно має автомат АКМС із 300 патронами в 10 магазинах, 10 ручних гранат Ф-1 і 26-мм сигнальний пістолет.

### Прицільні та спостережні прилади

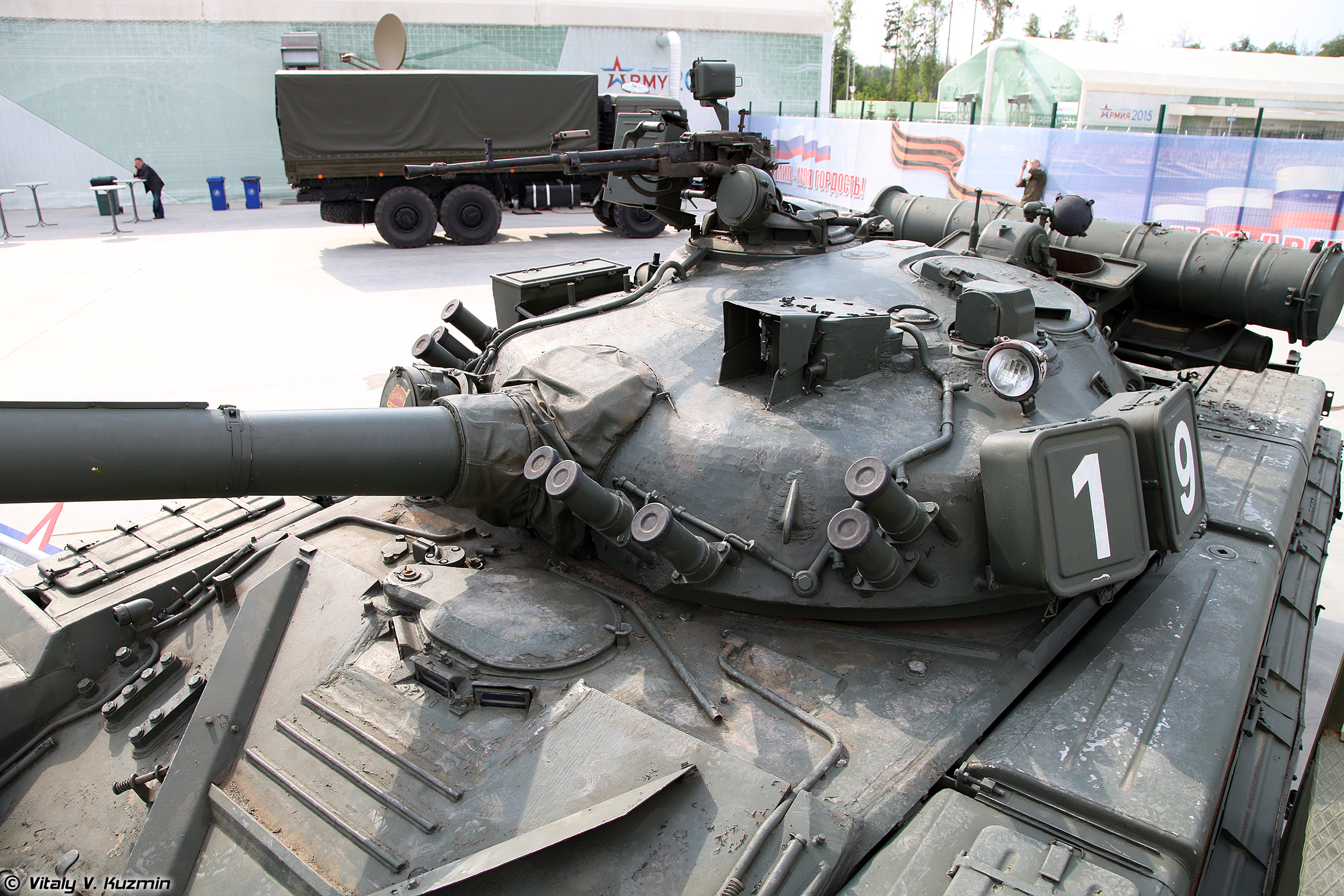
Башта Т-80Б. На ній можна бачити: димові мортирки (лоб башти), денний приціл 1Г42 (ліворуч від гармати), нічний приціл ТПН-3-49 (біля люка навідника), давач вітру (за люком навідника), прожектор Л-4А (праворуч від гармати), ОПВТ (корма башти). Також добре видно три перископи механіка-водія.

Над місцем командира розташована обертова командирська башточка з перископами (2×ТНПО-160, 2×ТНПА-65 та задній ТНПТ-1) та комбінованим (денним і нічним) спостережним пристроєм ТКН-3, або ТКН-3В на Т-80Б.
На перші Т-80 було встановлено денний приціл навідника з оптичним віддалеміром ТПД-2-49, але невдовзі Т-80 отримали приціли нового покоління ТПД-К1 з лазерним віддалеміром (як у Т-72А та Т-64А). Приціл ТПД-К1 має 8-кратне збільшення. Нічний приціл початково був представлений застарілим ТПН-1-49-23, але його швидко замінили на ТПН-3-49 (кратність 5,5) з ЕОП 1 покоління, що забезпечує дальність бачення до 1300 в активному режимі (з увімкненим прожектором) та до 850 метрів у пасивному. Для підсвічування цілі використовується інфрачервоний прожектор Л-4А з кутом освітлення 1°.
Т-80Б отримав від Т-64Б систему керування вогнем 1А33 «Об», що містила приціл з лазерним віддалеміром 1Г42 (змінна кратність 3,9—9), балістичний обчислювач 1В517, блок дозволу на постріл 1Г43 і комплект давачів, зокрема, давач бічного вітру.
У верхній лобовій деталі вбудовано пристрої спостереження ТНПО-160 для механіка-водія. На відміну від Т-64 та Т-72, Т-80 мали три перископи для механіка-водія, що поліпшувало його оглядовість. Для водіння вночі центральний перископ знімали, на його місце встановлювали пристрій нічого водіння ТВНЄ-4Б, який штатно перебував у відділенні керування в знятому неробочому вигляді. Підсвічування для пристрою нічного водіння відбувається за допомогою інфрачервоної фари ФГ-125.

### Двигун і трансмісія

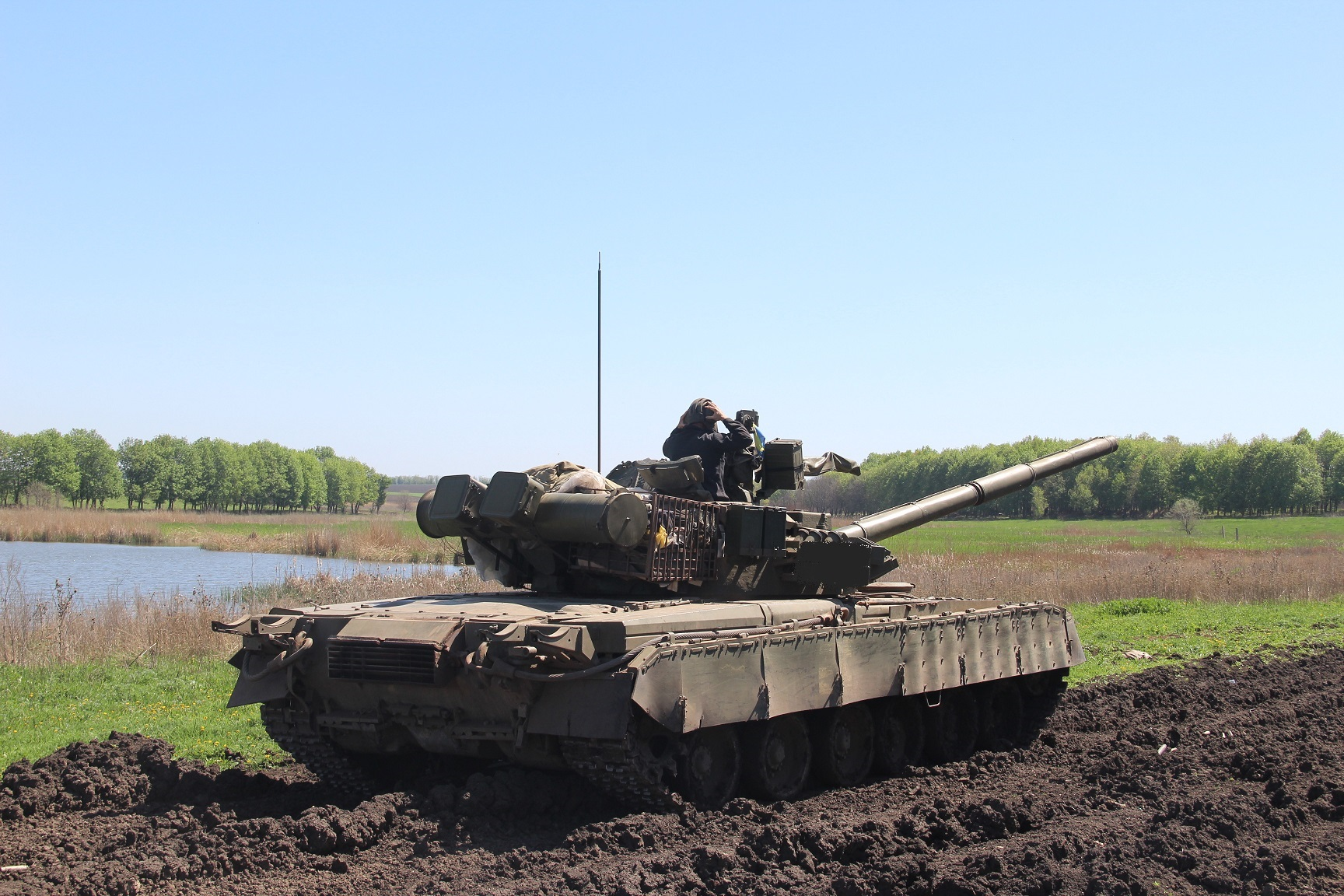
Задня та бічна проєкції танка. Добре видно випускну систему на кормі та зовнішні баки з пальним на надгусеничних полицях

Силова установка представлена газотурбінним двигуном (ГТД) ГТД-1000Т потужністю 1000 к.с. або форсованим до 1100 к.с. ГТД-1000ТФ (з Т-80Б) виробництва Калузького моторного заводу МАП та додатковим обладнанням. Силова установка виконана моноблоком і виймається з моторно-трансмісійного відділення цілісно з низкою агрегатів і систем. Час на заміну двигуна складає 5 годин, кожної з двох коробок передач — по 4,5 години. Для порівняння, у Т-72 цей процес займає 24 години на двигун (і ще понад 17 годин на заміну допоміжних пристроїв) й по 10,5 години на коробки передач.
Двигун є тривальним з двокаскадним відцентрово-відцентровим компресором, двома одноступеневими турбінами компресора, кільцевою протитечійною камерою згоряння, вільною одноступеневою силовою турбіною з регульованим сопловим апаратом. Відбір потужності з двигуна на тягові колеса відбувається за допомогою вільної турбіни через редуктор і трансмісію. Частота обертання турбіни може складати від 0 до 26 650 обертів на хвилину.
Трансмісія механічна з гідравлічною сервосистемою керування. Ця система була створена на основі трансмісії в Т-64 та адаптована для ГТД.
Танк має 8 внутрішніх і 5 зовнішніх баків із пальним: 1100 літрів у заброньовому просторі, 700 л у зовнішніх баках і 400 л у навісних баках. Для заправлення використовується авіагас марок Т-1, ТС-1 (дві основні марки), РТ, дизельне пальне марок ДЛ, ДЗ, ДА та бензин А-72. Допускається змішування Т-1, ТС-1 і РТ з дизелем у будь-яких пропорціях.

### Ходова частина

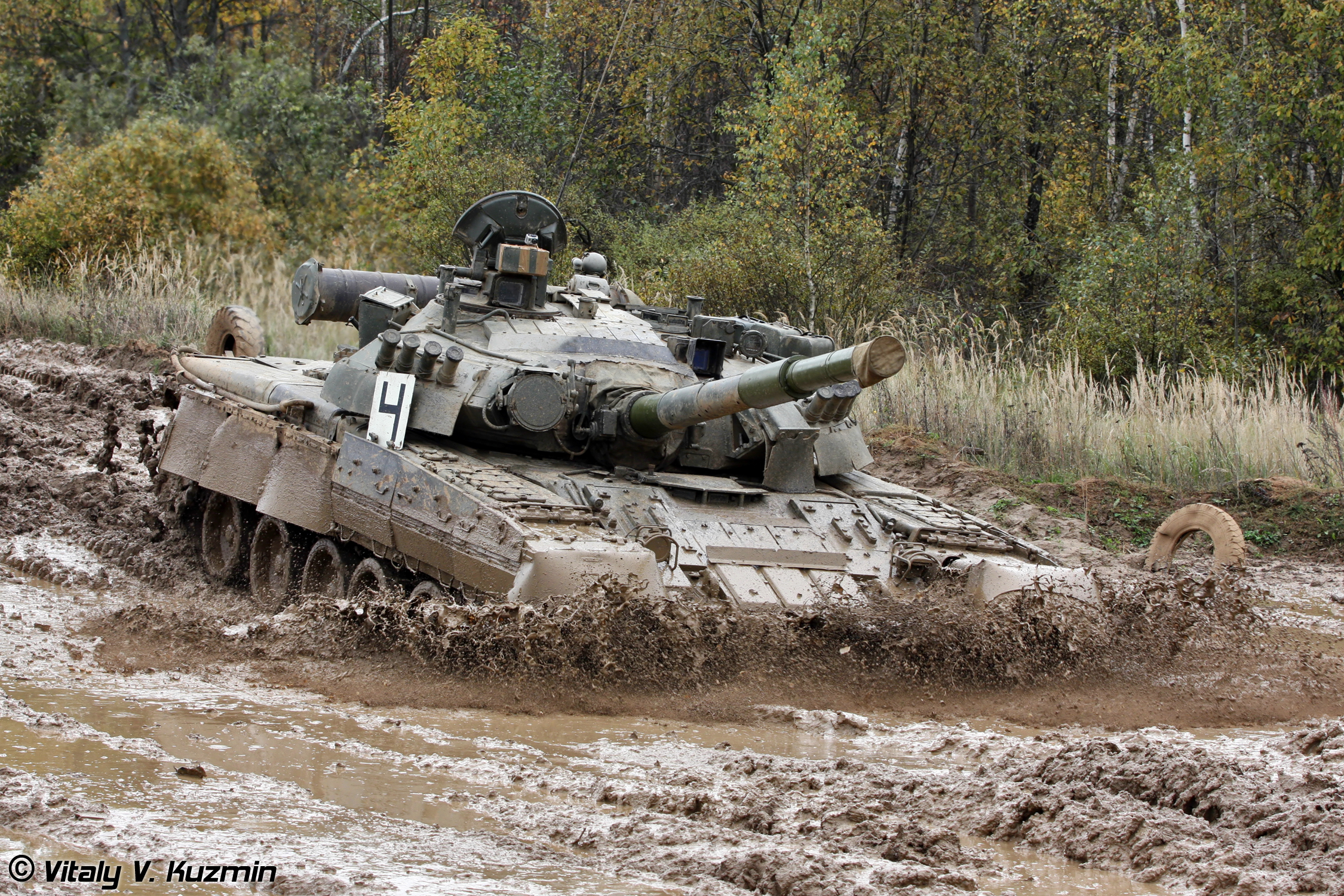
Танк Т-80У долає важкі дорожні перешкоди

Ходова частина створена спеціально для цього танка. На відміну від Т-64, опорні котки мають зовнішнє гумове покриття. Гусенична стрічка зроблена зі штампованих елементів, з'єднаних паралельними (здвоєними) гумометалевими шарнірами. Бігова доріжка (місце контакту стрічки та котка) також має гумове покриття. Такі нововведення суттєво зменшили вібрації, зменшили шум при русі, збільшили на 25% ефективну площу зчеплення з ґрунтом, однак збільшили масу танка на 4 тонни в порівнянні з Т-64. Гусениці Т-80 мають плавніший хід за Т-72, тому російські Т-72Б3 та українські Т-72АМТ використовують тягові колеса та стрічку від Т-80.
Підвіска індивідуальна торсіонна з гідравлічними амортизаторами, складається з 12 вузлів підвіски та 6 амортизаторів. Торсіони розташовані поперек корпуса машини, займаючи всю його ширину, для чого торсіони правого борта зміщено вперед. Торсіони лівого й правого бортів не взаємозамінні. Амортизатори розташовані по три на борт: на перших, других і шостих вузлах підвіски. Під час натягу гусеничної стрічки навантаження на ґрунт під крайніми котками зменшується, а під середніми зростає, що сприяє зменшення опору руху та повороту на твердих ґрунтових дорогах, однак, призводить до недостатньої прохідності ґрунтами зі слабкою носійною здатністю.

### Інше обладнання
- Засоби зв'язку. Т-80 має телефонну симплексну радіостанцію Р-123М(інші мови) і танковий перемовний пристрій на 4 абоненти Р-124. Радіостанція працює в діапазоні частот 20—51,5 МГц і забезпечує зв'язок на відстані не менше 20 км в умовах вимкненого придушувача шуму, відсутності радіоперешкод з антеною висотою 4 метри.[36][26]
- Система пуску димових гранат. Починаючи з Т-80Б, танки обладнані пристроями для поставлення димової завіси 902Б «Туча», що складаються з восьми 81-мм димових мортирок, розташованих на лобі башти в Т-80Б або на бортах башти в Т-80БВ. Дальність запуску гранат — 250-300 метрів.[34][25]
- Термодимова апаратура. Використовується для маскування танка у вигляді постановки димової завіси. Тривалість безперервної роботи 10 хвилин при витраті палива за цикл 10 літрів.[46][26]
- Обладнання для підводного водіння (ОПВТ). Танк оснащений знімним обладнанням для підводного керування, що дозволяє долати водні перешкоди глибиною до 5 метрів. У танку встановлено два водовідкачувальні помпи з продуктивністю 100 літрів/хв.[26]
- Устаткування для самоокопування[ru]. Танк оснащений вбудованим бульдозерним обладнанням для самоокопування. Ширина відвалу складає 2140 мм. Час самоокопування танка становить від 12 до 40 хв залежно від ґрунту.[26]
- Устаткування для встановлення протимінного тралу. На танк може встановлюватися колійний протимінний ножовий трал[en] КМТ-6.[26]
- Електроустаткування. Бортова мережа постійного струму, однодротова, з напругою 27 В. Джерелами струму є чотири свинцево-кислотні акумулятори 12СТ-70М загальною місткістю 280 ампер-годин та генератор постійного струму ГС-18МО з потужністю 18 кВт.[26]

## Характеристики
В таблиці нижче наведено характеристики основних серійних варіантів родини Т-80.
|                               | Т-80 | Т-80Б | Т-80БВ | Т-80У                                                                                   | Т-80УД                                                                                  | Т-80БВМ                                                 |
| ----------------------------- | --- | --- | --- | --------------------------------------------------------------------------------------- | --------------------------------------------------------------------------------------- | ------------------------------------------------------- |
| Прийняття на озброєння        | 1976 | 1978 | 1985 | 1985                                                                                    | 1985                                                                                    | 2017                                                    |
| Роки виробництва              | 1976—1978 | з 1978 | з 1985 | з 1985                                                                                  | з 1985                                                                                  | з 2017                                                  |
|                               | | | |                                                                                         |                                                                                         |                                                         |
| Маса спорядженого, тонн       | 42 | 42,5 | 43,7 | 46                                                                                      | 46                                                                                      | 45,7                                                    |
| Довжина з гарматою, мм        | 9656 | 9651 | 9651 | 9556                                                                                    | 9690                                                                                    | 9554                                                    |
| Довжина корпусу, мм           | 6982 | 6982 | 6982 | 7012                                                                                    | 7085                                                                                    |                                                         |
| Ширина, мм                    | 3380 / 3589 | 3384 / 3582 | | 3603                                                                                    | 3755                                                                                    | 3384                                                    |
| Висота, мм                    | 2193 / 2915 | 2219 / 2915 | 2219 / 2915 | 2215                                                                                    | 2285                                                                                    | 2202                                                    |
|                               | | | |                                                                                         |                                                                                         |                                                         |
| Двигун                        | ГТД-1000Т газотурбінний, 1000 к.с. | ГТД-1000ТФ газотурбінний, 1100 к.с.                                                                                       | ГТД-1000ТФ газотурбінний, 1100 к.с.                                                                                       | ГТД-1100ТФ або ГТД-1250 1000 або 1250 к.с.                                              | 6ТД-1 дизельний, 1000 к.с.                                                              | ГТД-1250, 1250 к.с.                                     |
| Питома потужність, к.с./т     | 23,8 | 25,8 | 25,17 | 23,9 або 27,2                                                                           | 21,7                                                                                    | 27,35                                                   |
| Максимальна швидкість, км/год | 70 | 70 | 70 | 70                                                                                      | 60                                                                                      | 80                                                      |
| Дальність ходу, км            | 335—410 / 500—600 | 335—410 / 500—600 | 335—410 / 500—600 | 400—450                                                                                 | 560                                                                                     |                                                         |
| Витрата пального, л/100 км    | 430—790 | 430—790 | 430—790 |                                                                                         |                                                                                         |                                                         |
|                               | | | |                                                                                         |                                                                                         |                                                         |
| Основне озброєння             | 125-мм 2А46-1 | 2А46-2 або 2А46М-1 | 2А46-2 або 2А46М-1 | 2А46М-1                                                                                 | 2А46М-1                                                                                 | 2А46М-4                                                 |
| Кероване озброєння            | відсутнє | 9К112-1 «Кобра» | 9К112-1 «Кобра» | 9К119                                                                                   | 9К119                                                                                   | 9К119                                                   |
| Додаткове озброєння           | спарений 7,62-мм ПКТ, відкрита установка з 12,7-мм НСВТ                                                                                          | спарений 7,62-мм ПКТ, відкрита установка з 12,7-мм НСВТ                                                                   | спарений 7,62-мм ПКТ, відкрита установка з 12,7-мм НСВТ                                                                   | спарений 7,62-мм ПКТ, 12,7-мм НСВТ на одному з трьох кронштейнів                        | спарений 7,62-мм ПКТ, закрита установка з 12,7-мм НСВТ                                  | спарений 7,62-мм ПКТ, відкрита установка з 12,7-мм НСВТ |
| Димові гранатомети            | відсутні | 902Б «Туча» | 902Б «Туча» | 902Б «Туча»                                                                             | 902Б «Туча»                                                                             | 902Б «Туча»                                             |
| Боєкомплект                   | 40 (2А46), 300 (НСВТ), 2000 (ПКТ) | 38 (2А46), 300 (НСВТ), 1250 (ПКТ)                                                                                         | 38 (2А46), 300 (НСВТ), 1250 (ПКТ)                                                                                         | 45 (2А46), 500 (НСВТ), 1250 (ПКТ)                                                       | 45 (2А46), 500 (НСВТ), 1250 (ПКТ)                                                       | 45 (2А46)                                               |
| Керування вогнем              | - приціл навідника з ТПД-2-49 (ранні танки) або ТПД-К1 - нічний приціл навідника ТПН-1-49-23 або ТПН-3-49 - прилад спостереження командира ТКН-3 | - система керування вогнем 1А33 «Об» - приціл навідника 1Г42 - нічний приціл навідника ТПН-3-49 - приціл командира ТКН-3В | - система керування вогнем 1А33 «Об» - приціл навідника 1Г42 - нічний приціл навідника ТПН-3-49 - приціл командира ТКН-3В | - система керування вогнем 1А45 - приціл навідника 1Г46 - нічний приціл навідника ТПН-4 | - система керування вогнем 1А45 - приціл навідника 1Г46 - нічний приціл навідника ТПН-4 | - комбінований приціл «Сосна-У»                         |
| Радіостанція                  | Р-123М | Р-123М | Р-123М | Р-173                                                                                   | Р-173                                                                                   |                                                         |
|                               | | | |                                                                                         |                                                                                         |                                                         |
| Бронювання                    | - башта: сталь + корундові кульки (до 1977), сталь + керамічні стрижні (з 1977) - корпус: сталь + склотекстоліт (3 шари)                         | - башта: сталь + керамічні стрижні - корпус: сталь + склотекстоліт (3 шари)                                               | - башта: сталь + керамічні стрижні - корпус: сталь + склотекстоліт (5 шарів)                                              | - башта: сталь + комірчастий наповнювач - корпус: сталь + склотекстоліт (5 шарів)       | - башта: сталь + комірчастий наповнювач - корпус: сталь + склотекстоліт (5 шарів)       |                                                         |
| Динамічний захист             | відсутній | відсутній | Контакт-1 | Контакт-5                                                                               | Контакт-5                                                                               | Релікт                                                  |

| Для танка Т-80Б зі 125-мм гарматою 2А46М-1: - Бойова швидкострільність: 6—8 пострілів/хв - Максимальна прицільна дальність за допомогою приціла-далекоміра 1Г42: - бронебійний підкаліберний: 4000 м - кумулятивний: 4000 м - осколково-фугасний: 5000 м - керований: 4000 м - Максимальна прицільна дальність за допомогою нічного приціла ТПН-3-49: - в активному режимі: 1300 м - в пасивному режимі: 850 м - Максимальна дальність стрільби (ОФ): 10 000 м - Дальність прямого пострілу по цілі висотою 2 м: - бронебійний підкаліберний: 2120 м - кумулятивний: 1000 м - Кути обстрілу: -5…+15° - Швидкість горизонтального наведення: 26 град/с | Для танка Т-80Б з двигуном ГТД-1000ТФ потужністю 1100 к. с.: - Швидкість руху: - середня, суха ґрунтова дорога: 40—45 км/год - середня, шосе: 60—65 км/год - максимальна: 70 км/год - Рух назад: 11 км/год - Витрата пального: - ґрунтова дорога: 430—790 л/100 км - шосе: 430—500 л/100 км - Запас ходу: - ґрунтова дорога: 335 км на основних баках, 410 км з додатковими - шосе: 500 км на основних баках, 600 км з додатковими - Середній питомий тиск на ґрунт: 0,865 кгс/м² - Максимальний кут підйому: 32° - Максимальний кут крену: 30° - Подолання перешкод: - ширина рова: 2,85 м - висота вертикальної стінки: 1,0 м - глибина броду: 1,2 м (без підготовки), 1,8 м (підготовка 15 хв) - глибина з ОПВТ: 5 м |

## Модифікації
- Об'єкт 219 сп. 1 — сп. 8 — створені з початку 1970-х років дослідні зразки, «сп. 1» був варіантом Т-64 з газотурбінним двигуном, «сп. 2» вже отримав оригінальну ходову.[52] Всього за час проведення робіт зі створення танка було збудовано 158 випробувальних зразків, з яких 31 з ходовою Т-64 та решта з оригінальною ходовою. Також існував ескізно-технічний проєкт «Об'єкт 219М», представлений 1973 року, який виплив у рекомендації ГБТУ та подальші покращення танка.[12]
- Т-80 (Об'єкт 219) — перший серійний зразок, прийнятий на озброєння 1976 року з ходовою частиною від сп. 2.[27] Серійно випускався з 1976 по 1978 рік, виготовлено до 200 одиниць.[10]
  - Об'єкт 219РД — дослідний зразок ЛКЗ з дизельним двигуном А-53-2 (2В16) потужністю 1200 к.с. Створений у 1975—1976, але не був завершений і до 1983 року серійно не виготовлявся.[27][53]
  - Об'єкт 644 — дослідний зразок ОЗТМ[ru] з дизельним двигуном В-46-6 від Т-72.[53]
  - Об'єкт 478 — дослідний зразок ХКБМ з дизельним двигуном 6ТД і баштою «Об'єкта 476», спроєктований 1976 року.[53]
  - Об'єкт 478М — проєкт ХКБМ, виконаний в 1976 році. Був подальшою модернізацією «Об'єкта 478». Серед основних змін була установка комплексу активного захисту «Шатер» та нового дизельного двигуна 12ЧН потужністю 1500 к.с.[53]
- Т-80Б (Об'єкт 219Р) — найпоширеніший серійний варіант, створений впродовж 1976—1978 років і запущений в серію 1978 року. Танк повторює рішення Т-64Б: нова система керування вогнем 1А33 (містить приціл з лазерним віддалеміром 1Г42, балістичний обчислювач 1В517, стабілізатор 2Е26М), комплекс керованого озброєння 9К112-1 «Кобра», система постановки димової завіси 902Б «Туча» тощо.[16][27] Виготовлено понад 3500 одиниць, частину модернізовано до рівня Т-80БВ.[54]
  - Т-80БК (Об'єкт 630) — командирський варіант Т-80Б з установкою додаткової навігаційної та радіоапаратури.[55] Виготовлено понад 200 одиниць.[54]
  - Об'єкт 219А (також відомий як Т-80А) — дослідний зразок Т-80Б з литою баштою «Об'єкта 476». Розроблявся з середини 1970-х паралельно з «Об'єктом 478». 1982 року створено дослідний зразок. Разом з 219В став прототипом Т-80У.[56]
  - Об'єкт 219В — дослідний зразок, створений 1983 року для випробування нового комплексу озброєння з системою керування вогню 1А45 «Іртиш» і ПТКР «Рефлекс». Також мав новий нічний приціл ТПН-4 і радіостанцію Р-173.[56]
  - Об'єкт 219Є — дослідний зразок з комплексом оптико-електронного придушення «Штора-1».[57]
  - Т-80БМ1 — дослідний зразок Т-80Б із встановленим комплексом активного захисту «Арена-Э».
- Т-80БВ (Об'єкт 219РВ) — варіант Т-80Б з навісним динамічним захистом «Контакт-1». Прийнятий на озброєння з 1985 року. Частину Т-80Б оновлювали до цієї версії при ремонті.[27] Виготовлено понад 600 одиниць.[54]
  - Т-80БВК — командирський варіант Т-80БВ, аналогічний Т-80БК, але з навісним динамічним захистом. Виготовлено щонайменше 23 одиниці.[54]
  - Т-80БВ зразка 2018 року[58] (офіційна назва невідома чи відсутня) — українська модифікація 2018—2019 років за зразком Т-64БВ зр. 2017, що включає динамічний захист «Ніж» у контейнерах від «Контакт-1», тепловізійний приціл навідника «Трімен» ТПН-1, цифрову радіостанцію «Либідь-2КРБ», термінал супутникової навігації СН-4215, оновлені нічні прилади спостереження з ЕОП третього покоління.[59][60] Також було встановлено двигун потужністю 1250 к.с.[61] Станом на березень 2020 року було поставлено 88 модернізованих танків.[62][63]
  - Т-80БВМ — російська глибока модернізація 2017 року з новою системою керування озброєнням, прицілом «Сосна-У», двигуном ГТД-1250, динамічним захистом «Релікт» тощо.
    - Т-80БВ зразка 2022 року та зразка 2023 — модифікації, візуально подібні до Т-80БВМ, але без прицілу «Сосна-У». Деякі джерела відносять їх до різновидів Т-80БВМ,[64][65][66] а деякі — до Т-80БВ.[67][68][69] Танк зразка 2022 року має оригінальний приціл 1Г42 від Т-80БВ і встановлений 1ПН-96МТ-02 замість ТПН-3-49.[64] Танк зразка 2023 року отримав штатний «мангал» і комплекс РЕБ «Волнорєз».[66]

  - Об'єкт 292 — дослідний танк зі 152-мм гарматою ЛП-83 і механізмом заряджання в баштовій ніші. Прототип створений у 1990—1991 роках.

- Т-80У (Об'єкт 219АС) — створений 1983 року, запущений в серійне виробництво 1985 року. Обладнаний системою керування вогню 1А45 «Іртиш» і комплексом керованого озброєння «Рефлекс», новою комбінованою бронею з вбудованим динамічним захистом «Контакт-5».
- Т-80УД «Береза» (Об'єкт 478Б) — варіант Т-80У з дизельним двигуном 6ТД-1, потужністю 1000 к.с. і зенітною кулеметною установкою з дистанційним керуванням, що виготовлявся на заводі імені Малишева з 1985 року, прийнятий на озброєння 1987 року. Після розпаду СРСР цей варіант серійно виготовлявся в незалежній Україні на експорт до Пакистану.
  - Т-84 «Оплот» — український основний бойовий танк. Удосконалений варіант Т-80УД. Оснащений зварно-катаною баштою, системою «Штора-1», новою ДЗ, а також двигуном 6ТД-2. Прийнятий на озброєння 1999 року й випущений серією в 10 машин.
  - Т-80УЄ-1 (рос. Т-80УЕ-1; «Об'єкт 219АС-1») — поєднання бойового відділення (башти) Т-80УД та модернізованого корпусу Т-80БВ, що відбувалось на початку 2000-х у Росії. Також встановлено двигун ГТД-1250.[70]
- Т-80 з бойовим відділенням «Бурлак» — російський перспективний проєкт з автоматом заряджання в забаштовій ніші.[71][72]

## Машини на базі танка

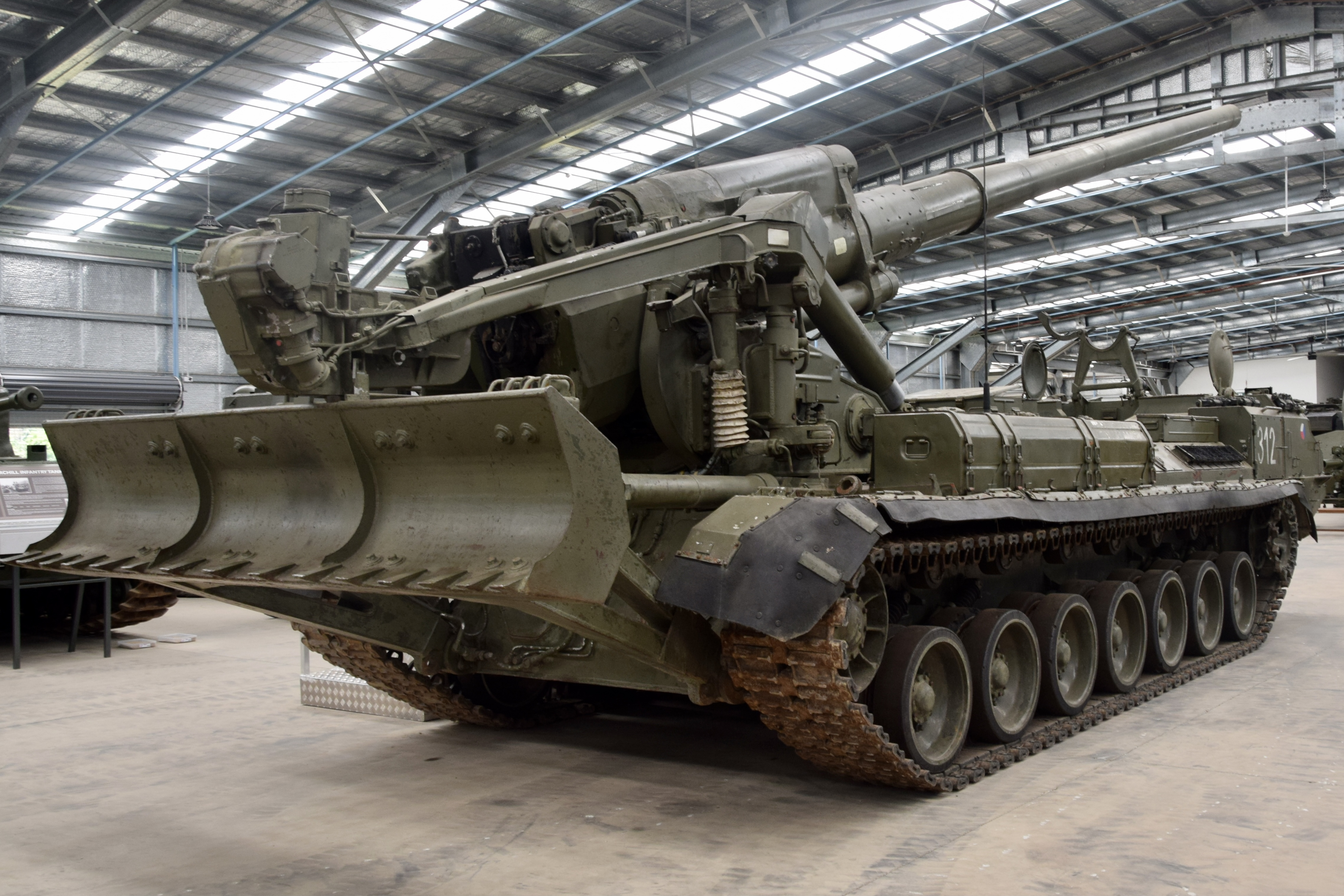
2С7 «Піон», добре видно котки та гусениці типу Т-80

- 2С7 «Піон» — самохідна артилерійська установка, використовує частину вузлів ходової Т-80;[73]
- 2С19 «Мста-С» — самохідна артилерійська установка, використовує частину вузлів ходової Т-80;[73]
- БРЕМ-80У[ru] — броньована ремонтно-евакуаційна машина;[73]
- БТМ-4М[ru] — траншейний екскаватор;
- Ладога[ru] — високозахищений транспортний засіб, важка командно-штабна машина;
- ПДП — плавучий транспортер, переправно-десантний пором;
- ПТС-4[ru] — плавучий транспортер, використовує частину вузлів ходової Т-80;
- С-300В — зенітний ракетний комплекс, основні машини комплексу використовують частину вузлів ходової Т-80;[73]
- СПМ[ru] — спеціальна пожежна машина.
- дослідна важка БМП на шасі Т-80 була створена 2010 року на ХБТЗ.[74]

## Бойове застосування
За часів СРСР танк не зазнав бойового застосування. Також росіяни не використовували свої Т-80 в бойових діях у російсько-грузинській війні.

### Політична криза в Росії 1993 року
У ході політичної кризи в Росії 4 жовтня 1993 року шість танків Т-80УД 12-го гвардійського танкового полку Кантемирівської дивізії відкрили вогонь по будівлі парламенту в Москві. Танки під керівництвом генерал-майора Валерія Євневича випустили 2 підкаліберних і 10 уламково-фугасних боєприпасів. За словами одного з танкістів-учасників подій, вони не знали, по кому ведуть вогонь: представники ФСК перед тим нібито повідомили їм, що в будівлі знаходились терористи.

### Російсько-чеченські війни
Попри те, що в Закавказькому військовому окрузі не було Т-80, 1994 року перед штурмом Грозного було знято зі зберігання деяку кількість Т-80Б і Т-80БВ і передано підрозділам, які до того не мали справи з Т-80. Не звиклі до високих витрат пального навіть на холостому режимі, екіпажі швидко опинялись з порожніми баками. Значна кількість залучених танків взяла участь у боях із порожніми касетами динамічного захисту, без вибухових елементів. Під час штурму 31 грудня 1994 року 70% з залучених до штурму танків було виведено з ладу. Відомо про втрату щонайменше 17 одиниць Т-80Б і Т-80БВ. Т-80 також показали себе дещо менш живучими, ніж Т-72, через вертикальне розташування метальних зарядів.
Міністр оборони РФ Павло Грачов заявляв, що основною причиною провалу операції стали недоліки танка. Численні дослідники заперечують ці твердження, називаючи реальними причинами відсутність адекватного планування, невдалу тактику застосування та брак навченості екіпажів. Чеченці ефективно використовували місцевість, атакуючи танки з проєкцій, не захищених динамічним захистом, як борти, дах моторного відділення тощо, тоді як кулеметники та снайпери придушували піхоту. Також вони активно користувались малими кутами вертикального наведення, атакуючи з підвалів і верхніх поверхів. Т-80 брали участь і в бойових діях 1995—1996 років, але зазнали значно менших втрат.
Щодо Другої російсько-чеченської війни думки в різних джерелах розбігаються: одні стверджують, що Т-80 не брали участі в боях, а за іншими — було розгорнуто 250 танків 3-ї мотострілецької дивізії, з яких більшість складали Т-80.

### Війна на сході України
У ході війни на сході України деякі підрозділи російських сил вторгнення з танками Т-80 перебували на території України. У звіті за 23 січня 2015 року СММ ОБСЄ зафіксувала біля Макіївки 6 танків Т-80, які рухалися трасою H21 на захід до Донецька. Це відбувалося поблизу битви за Дебальцеве, за ідентифікацією групи «ІнформНапалм», це була рота Т-80У 4-ї танкової дивізії.

### Громадянська війна в Ємені
Т-80БВ, продані Білоруссю, взяли участь у війні. Про перші втрачені танки стало відомо 2015 року під час боїв у Сані. Кількома роками пізніше хусити захопили значну кількість танків разом із базою Аль-Нухаддін, але частину з них (від 5 до 12) було знищено в ході авіаударів Коаліції.

### Російське вторгнення в Україну (з 2022)
Під час повномасштабного російського вторгнення обидві сторони широко застосовували танки родини Т-80.

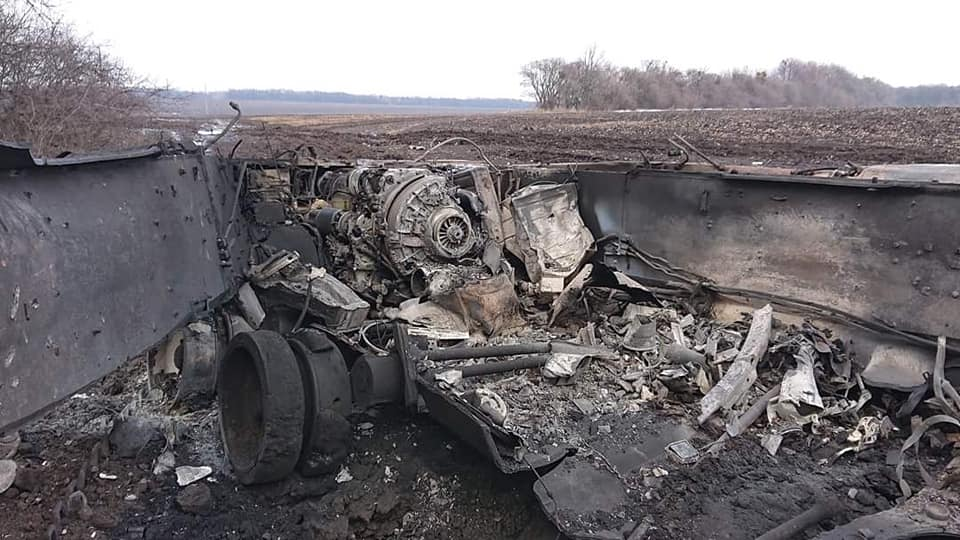
Російський Т-80 невстановленої модифіції, знищений з NLAW на початку 2022

#### Росія
4-та танкова дивізія (Кантемирівська), оснащена переважно сучасними модифікаціями Т-80, зазнала важких втрат на початку вторгнення. Її розбиття мало й символічне значення, оскільки цей підрозділ вважався елітним. У ході Слобожанського контрнаступу Кантемирівська дивізія знову зазнала тяжких втрат і втратила боєздатність. Сумарна кількість втрачених Т-80У від початку вторгнення склала близько 90 одиниць, з яких близько половини потрапили до Сил оборони України та згодом використовувались проти росіян. За даними IISS, протягом року вторгнення Росія втратила близько двох третин наявних Т-80БВ/У. Також російська армія втратила єдиний відомий зразок Т-80УМ2 з комплексом активного захисту «Дрозд».
Деяку кількість викрадених у ЗС РФ Т-80 використовували бійці ПВК «Вагнер» під час збройного заколоту в червні 2023 року, однак після його завершення передали техніку назад до збройних сил.
|           | Т-80Б | БВ  | БВК | БВ зр. 2022 | Т-80У | УК | УЄ-1 | УМ2 | Т-80БВМ | БВМ зр. 2022 | невідомо | Всього |
| --------- | ----- | --- | --- | ----------- | ----- | -- | ---- | --- | ------- | ------------ | -------- | ------ |
| Знищено   | 4     | 496 | 3   | 70          | 51    | 1  | 3    | 1   | 93      | 40           | 17       | 779    |
| Захоплено | 0     | 77  | 1   | 0           | 43    | 1  | 4    | 0   | 30      | 5            | 2        | 163    |
| Всього    | 4     | 573 | 4   | 70          | 94    | 2  | 7    | 1   | 123     | 45           | 19       | 942    |

#### Україна
У Силах оборони України наявні до вторгнення Т-80БВ зразка 2018 року використовувались Десантно-штурмовими військами та Морською піхотою.
Візуально підтверджені українські втрати за Oryx станом на 12 лютого 2025 року склали 55 знищених і 13 захоплених Т-80БВ. Попри те, що Україна втратила близько половини свого парку Т-80, було захоплено понад 100 російських Т-80 різних модифікацій і відновлено деяку кількість техніки зі зберігання.

## Оператори

поточні оператори
статус невідомий

### Огляд

#### Колишні оператори
- СРСР: виготовлено понад 5000 тисяч танків родини Т-80, з яких було розгорнуто 4907 станом на 1991 рік. Внаслідок розпаду СРСР танки перейшли переважно до Росії й у невеликих кількостях до України та Білорусі.[99]

#### Поточні оператори
- Кіпр: 27 Т-80У та 14 Т-80УК було закуплено в Росії, перші танки надійшли 1996 року. 2010 року було додатково закуплено ще 41 Т-80У та 4 БРЕМ-80У.[100] 82 танки в строю станом на 2025 рік.[101]
- Пакистан: 320 Т-80УД було закуплено в України, танки надійшли протягом 1997—1999 років. 315 танків Т-80УД станом на 2025 рік.[102]
- Росія: станом на 2025 рік, 500 одиниць Т-80БВ/БВМ/У в строю[103] та невідома кількість на зберіганні (750 станом на 2024 рік), переважно Т-80БВ і УД, деяка кількість Т-80У/УЕ-1.[104][105]
  - Сухопутні війська: 200 Т-80БВ/У та 270 Т-80БВМ станом на 2025 рік.[103][105] Деяка кількість Т-80Б/БВ та Т-80У на зберіганні, станом на 2025 рік.[103]
  - Морська піхота: 30 Т-80БВ і БВМ станом на 2025 рік.[106][105]
  - Російські окупаційні війська: 2018 року бойовики «ДНР» заявляли про наявність у них 57 танків родини Т-80.[107]
- Україна: 88 модернізованих Т-80БВ станом на 2022 рік, з яких 60 у ДШВ та 28 у Морської піхоти. 250 Т-80БВ/БВМ/У та інших, в тому числі захоплених і відновлених в ході Російського вторгнення в Україну.[108] Близько 100 танків Т-80БВ/БВМ/У станом на 2025 рік.[109]

#### Статус невідомий
- Білорусь: 92 Т-80 станом на 2003—2011 роки, 69 станом на 2012—2017, з 2018 не згадуються у звітах The Military Balance.[110]
- Ємен (урядові сили): 66 танків Т-80 куплено в Білорусі 2010 року, ще 14 у 2012.[86] З 2016 року не фіксуються в урядових сил.[111]
  -  Єменські хусити: невідома кількість захоплена в урядових сил, відомо про щонайменше 12 танків у 2022 році, але їхній стан невідомий.[112]
- Південна Корея: 80 одиниць Т-80У станом на 2015 рік,[113] 40 Т-80У з 2020 року.[114] Не згадуються у звітах The Military Balance за 2025 рік.
- Узбекистан: деяка кількість Т-80БВ.[115]

### Служба за країнами

#### СРСР
Вперше танки цієї родини було розгорнуто 1981 року в Групі радянських військ у Німеччині (ГРВН). Відомо про наявність Т-80Б у 29-му танковому полку (9-та танкова дивізія, 1-ша гвардійська танкова армія) та у 8-й гвардійській танковій армії.
1990 року Договором про звичайні збройні сили в Європі було встановлено кількість наявних на захід від Уральських гір танків Т-80. Загальна кількість складала 4874 танки, однак не було враховано 320 танків на заводі в Харкові, а також деяку кількість за Уралом, на заводі в Омську, складах і тренувальних базах. Розподіл танків був такий:
- За типами: 112 Т-80, 3518 Т-80Б, 217 Т-80БК, 594 Т-80БВ, 23 Т-80БВК, 410 Т-80У та Т-80УД.[54]
- За місцем розгортання: 3020 танків Т-80Б і БВ у ГРВН, 600 танків у Північній групі військ у Польщі, 705 танків на території РСФСР (зокрема, в Кантемирівській і Таманській дивізіях, а також у п'яти дивізіях Ленінградського військового округу).[99]

На мить розпаду СРСР практично всі Т-80 опинились на території Росії, крім 350 танків в Україні та до 100 танків у Білорусі. За часів СРСР Т-80 ніколи не експортувались.

#### Росія

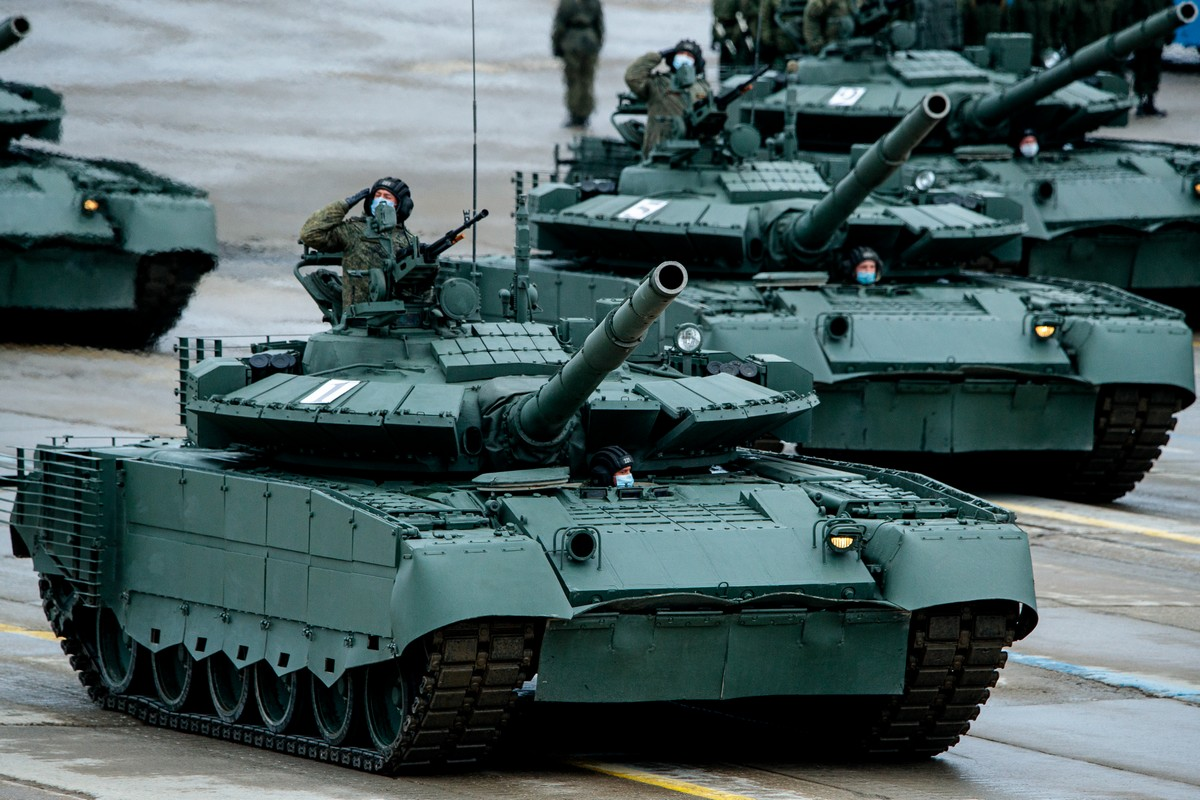
Російські Т-80БВМ на параді 2021 року

Станом на 1992 рік на службі перебували 3254 танки. Незадовільні бойові результати в Першій російсько-чеченській війні склали погану репутацію сімейству Т-80. Втім, на 1997 рік Т-80 усе одно складали 3210 з 5546 танків ЗС РФ на захід від Уралу (близько 60%).
ЛКЗ після розпаду СРСР був неактивним, а ОЗТМ продовжував вести роботу над Т-80У. Завод отримував деяке фінансування та зміг реалізувати низку експортних контрактів.
Висока вартість Т-80У порівняно з Т-72 і Т-90 не сприяла успішному експорту, до того ж конкуренцію Т-80У складали українські Т-80УД і Т-84. Уралвагонзавод (УВЗ) скористався вікном можливостей, перейменувавши Т-72БУ на Т-90 і розпочавши його рекламну кампанію — і вже 1996 року саме цей танк ЗС РФ обрали як свій майбутній танк. Втім, до 2005, російська влада не фінансувала нові танки, але на відміну від ОЗТМ, УВЗ тримався за допомогою більшого експорту й виробництва залізничного устаткування. Зрештою, ОЗТМ збанкрутував 2006 року.
В листопаді 2016 року видання Jane's повідомило про можливі плани російського керівництва з наступного року розконсервувати танки Т-80БВ. 2017 року на форумі «Армія-2017» ОЗТМ продемонстрував новітню модифікацію танків Т-80БВ — Т-80БВМ, оснащену двигуном ГТД-1250 з потужністю 1250 к.с., прицілом «Сосна-У» та комплексом динамічного захисту «Релікт». Тоді ж було підписано контракт на постачання цих танків, російська армія почала отримувати їх у 2018 році. У серпні 2020 року в рамках військово-технічного форуму «Армія-2020» було підписано новий контракт на проведення ремонту та модернізації понад 50 танків до рівня Т-80БВМ.
У ході вторгнення в Україну з 2022 року цей танк зазнавав модифікацій і постачався в різних комплектаціях, з прицілами «Сосна-У» або старими 1Г42 і 1ПН96МТ-02, з танковими комплексами РЕБ «Волнорєз» або без них, а також з заводськими протидроновими «мангалами» під назвою «Криша» (рос. Крыша). У деяких джерелах поділяють Т-80БВ зразка 2022/23 та Т-80БВ зразка 2022/23 за наявністю або відсутністю прицілу «Сосна-У».
Через значні втрати у важкій бронетехніці під час російсько-української війни навесні 2022 року росіянам довелось знімати зі зберігання не лише Т-62, а і Т-80БВ без будь-яких модернізацій та терміново перекидати на фронт. З 2023 року росіяни також почали знімати зі зберігання Т-54, Т-55 та Т-64.
У січні 2024 року французька OSINT-спільнота ARI нарахувала 6—7 тисяч танків на зберіганні в Росії, з яких вдалось ідентифікувати за типами 4347 одиниць. Серед ідентифікованих танків 750 склали Т-80, переважно Т-80БВ і УД, а також деяка кількість Т-80У/УЕ-1. Втрати компенсувались шляхом відновлення танків, у тому числі немодернізованих до рівня БВМ танків Т-80БВ/У, частка яких зросла за час вторгнення.
З вересня 2023 року відомо про заяви щодо відновлення виробництва танків Т-80 з нуля, однак передбачена комплектація цих танків невідома, оскільки деякі технології можуть бути недоступні. На думку дослідника Андрія Тарасенка це може бути Т-80 зі встановленим бойовим відділенням за програмою «Бурлак» з автоматом заряджання в забаштовій ніші. Також з вересня 2023 року відомо про плани щодо налагодження виробництва двигуна ГТД-1250 на Калузькому двигунобудівному заводі, а в липні 2024 року було продемонстровано модифікацію ходової з керованими телескопічними амортизаторами, що можуть працювати в гідроциліндрів для автоматичної зміни навантаження на перший та шостий опорні котки, що може підвищити прохідність танка на слабкому ґрунті.
|                   | 2011—2013       | 2014            | 2015            | 2016—2018       | 2020                     | 2021                     | 2022                     | 2023                     | 2024                     |
| ----------------- | --------------- | --------------- | --------------- | --------------- | ------------------------ | ------------------------ | ------------------------ | ------------------------ | ------------------------ |
| Сухопутні війська | 1000 Т-80БВ/У   | 650 Т-80БВ/У    | 550 Т-80БВ/У    | 450 Т-80БВ/У    | 330 Т-80БВ/У 120 Т-80БВМ | 310 Т-80БВ/У 140 Т-80БВМ | 310 Т-80БВ/У 170 Т-80БВМ | 100 Т-80БВ/У 100 Т-80БВМ | 150 Т-80БВ/У 100 Т-80БВМ |
| Морська піхота    | деяка кількість | деяка кількість | деяка кількість | деяка кількість | 50 Т-80БВ 50 Т-80БВМ     | 50 Т-80БВ 50 Т-80БВМ     | 50 Т-80БВ 50 Т-80БВМ     | 150 Т-80БВ/БВМ           | 100 Т-80БВ/БВМ           |
| На зберіганні     | 3000            | 3000            | 3000            | 3000            | 3000                     | 3000                     | 3000                     | не вказано               | не вказано               |

#### Україна

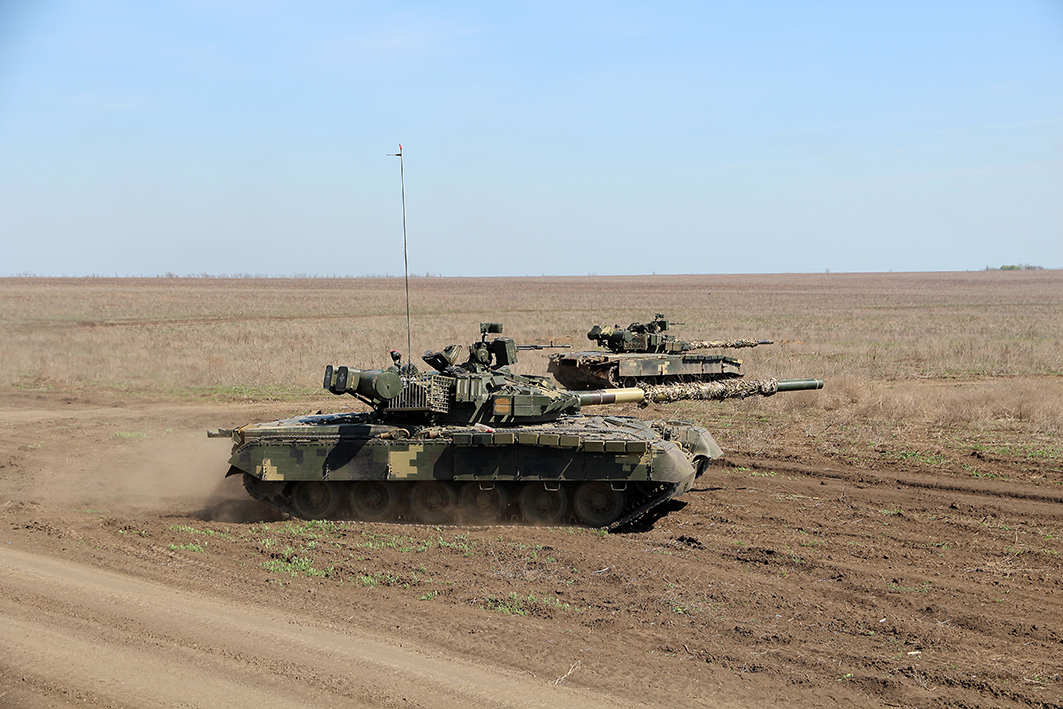
Т-80БВ на українській службі, 2018 рік

Один із чотирьох основних радянських танкових заводів, Завод імені Малишева (ХЗТМ), розташований у Харкові. Цей завод за часів СРСР виготовляв до 1987 року Т-64, а з 1987 — Т-80УД. Однак, брак фінансування та залежність від російських деталей призвели до занепаду виробництва. За допомогою часткової локалізації виробництва ХЗТМ зміг розробити й поставити до Пакистану з 1997 до 1999 року 320 танків Т-80УД, з яких 175 були виготовленими з нуля. Також було розроблено сучасніший Т-84. Попри серійне виробництво, Т-80УД не стояв на озброєнні в Україні, як і Т-80У.
Крім виробничих потужностей, Україна також успадкувала 350 танків зі складу радянської 20-ї танкової дивізії, що перебувала в Польщі до 1993 року, серед яких були Т-80БВ і Т-80УД та інші. Частину Т-80УД продали Пакистану, в результаті на 2000 рік танків родини Т-80 залишилось 270 одиниць.
Досвід війни на сході України показав, що бійцям Високомобільних десантних військ (ВДВ) були необхідні штатні танкові роти чи батальйони, тому 2015 року в Генеральному штабі ЗСУ прийняли рішення щодо включення до складу одного з аеромобільних з'єднань підрозділу танкових військ. Через більшу швидкість та маневреність у порівнянні з Т-64 обрали Т-80. У липні 2015 року 8 відновлених та дещо модернізованих на ДП «Харківський бронетанковий завод» машин передали до 95 ОДШБр. Наступними роками також передавали партії танків.
З 2017 року відомо про програму серійної модернізації Т-80БВ (точна назва невідома чи відсутня, існує неформальне позначення «Т-80БВ зразка 2018 року»), що надходили на озброєння підрозділів Десантно-штурмових військ (ДШВ) та Морської піхоти України. Модернізований танк отримав тепловізійний приціл, новий динамічний захист, додатковий захист бортів, нову цифрову радіостанцію, сучасні нічні прилади спостереження з електронно-оптичним перетворювачем третього покоління, а також засоби супутникової навігації, що дозволяють в режимі онлайн обмінюватись надійно зашифрованими даними про місцезнаходження кожної машини на всіх ланках управління від командира взводу до керівництва всією бойовою операцією. Модернізація відбувалась із врахуванням досвіду покращення танків Т-64БВ зразка 2017 року. Відомо про постачання 88 модернізованих одиниць станом на 2020 рік, що збігається з загальною кількістю Т-80 на службі у 2022 році.
Під час вторгнення з 2022 року Україна втратила близько половини свого парку Т-80, однак захопила понад 100 російських Т-80 різних модифікацій, а також українські фахівці відновили деяку кількість техніки зі зберігання. Станом на січень 2023 року Т-80БВ мали у своєму складі 25-та, 46-та, 79-та, 80-та, 81-ша та 95-та бригади ДШВ, а також на озброєння ДШВ почали з 2023 року надходити британські Challenger 2. Т-80БВ зр. 2018 також були в 35-й бригаді морської піхоти.
|                | 1995—1996 | 1996—1997 | 2003—2007 | 2011 | 2013—2016 | 2017      | 2018      | 2020      | 2021—2022     | 2024                       |
| -------------- | --------- | --------- | --------- | ---- | --------- | --------- | --------- | --------- | ------------- | -------------------------- |
| ВДВ / ДШВ      |           |           |           |      |           | 22 Т-80БВ | 22 Т-80БВ | 28 Т-80БВ | 60 Т-80Б мод. | 250 Т-80БВ/БВМ/У/УК та ін. |
| Морська піхота |           |           |           |      |           |           | 31 Т-80БВ | 31 Т-80БВ | 28 Т-80Б мод. | 250 Т-80БВ/БВМ/У/УК та ін. |
| На зберіганні  | 345       | 322       | 271       | 167  | 165       | 143       | 100       | 94        | 34            | не вказано                 |

#### Ємен
Ємен придбав у Білорусі 66 танків Т-80 2010 року та ще 14 у 2012 році, оскільки в Білорусі ці танки визнали економічно невигідними. Відомо, що деяка частина з цих машин упродовж 2010—2011 років проходила обслуговування в Харкові.
Значну частину танків захопили хусити в ході атаки на базу Аль-Нухаддін. Однак, через брак фахівців з обслуговування та велику витрату пального, хусити надавали перевагу Т-55 і Т-62. Останньою відомою масовою появою Т-80 у хуситів став парад 2022 року, коли на танкових транспортерах провезли 12 Т-80БВ. На параді 2023 року танків уже не було.
За даними The Military Balance, впродовж 2012—2013 урядові сили мали 66 Т-80, у 2014—2015 вже 80 одиниць. У 2016—2018 роках згадується «деяка кількість» у хуситів і 0 в урядових сил. З 2020 року в звітах Т-80 не згадано для жодної сторони.

## Оцінки

### Досягнення
1976 року Т-80 став першим у світі серійним танком з газотурбінним двигуном (ГТД) в ролі основного двигуна. Хоча двигун американського M1 Abrams став однією з причин вибору саме ГТД для Т-80, сам «Абрамс» прийняли на озброєння 1978 року. Втім, є низка зауважень щодо першості танка:
- Вперше газотурбінний двигун на танковому шасі встановили у Великій Британії 1954 року, ця дослідна машина отримала назву FV200 Turbine Test Vehicle.[134]
- Першим серійним танком з ГТД був шведський Strv 103, створений 1956 року та прийнятий на озброєння 1967. ГТД там стояв поряд із дизельним, а сам Strv 103 не був класичним ОБТ, бувши ближчим до винищувача танків.[135]

### Вартість та доцільність виробництва
Танк від початку був дуже дорогим. На 1970 рік один дослідний двигун ГТД-1000Т коштував 167 000 рублів, що майже відповідало вартості цілого Т-64, який коштував 174 000 рублів. На 1980-ті вартість серійного двигуна складала 104 000 радянських рублів за ГТД-1000Т проти 9600 рублів за В-46 танка Т-72.  Т-80У коштував 824 000 рублів проти 280 000 за Т-72Б, не будучи радикально ефективнішим. Уже в Росії кошти стали вирішальним фактором початку відмови від цього типу танків на користь Т-72 та Т-90, хоч його пізніше й повернули до служби. Неекономічними їх визнали й у Білорусі, яка продала свої Т-80 до Ємену.
З 1976 до 1987 року серійно виготовлялись Т-64, Т-72 та Т-80. Всі ці танки мали загалом достатньо схожі характеристики, однак мали слабку уніфікацію між собою. Проблема була пов'язана з особливостями радянського господарства, коли влада не хотіла допускати простою жодного заводу (ленінградський ЛКЗ і його підлеглий омський ОЗТМ, харківський ХЗТМ та нижньотагільський УВЗ), і кожен із заводів мав власне лобі серед вищого керівництва держави. Російський історик Михайло Барятинський називає цей період «важкопояснюваним з погляду здорового глузду». Такий підхід спричиняв зайві витрати та призводив до проблем з уніфікацією. Іншими словами, танки пропонували подібні бойові спроможності при різноманітті запасних частин — замість подібності в запасних частинах при різноманітті бойових спроможностей.

### Переваги
Основні переваги Т-80 (як і недоліки) перед сучасними йому Т-64 і Т-72 забезпечує газотурбінний двигун. На момент прийняття на озброєння він мав потужність 1000 к.с. (питома потужність близько 24 к.с./т.) проти 700 к.с. (18 к.с./т.) у Т-64Б і 780 к.с. (19 к.с./т.) у Т-72, тож був значно рухливішим за інші радянські танки. Потужний двигун також надавав запас для модернізацій і подальшого збільшення ваги. За свою високу мобільність танк отримав прізвисько «летючий танк».
Іншою перевагою двигуна була можливість запускати його в мороз, що було особливо актуально для північних регіонів СРСР. У теплому кліматі ГТД показував себе гірше, тому в південних частинах Т-80 не розгортали.

### Недоліки
Однією з головних проблем танка стала дуже висока витрата пального, що в 1,6—1,8 раза (а на практиці більше, як удвічі, для досягнення максимальної потужності) переважала таку для інших радянських танків. Це призводило до зменшеного запасу ходу, а також до логістичних труднощів через відсутність достатньої кількості заправних машин у війську. Щобільше, маючи в півтора раза більше пального (1770 л у Т-80У проти 1270 і 1200 у Т-64Б і Т-72Б відповідно), танк став менш безпечним для екіпажу.
Як і інші радянські танки, Т-80 має механізм заряджання всередині бойового відділення, схильний до катастрофічної детонації боєкомплекту та зриву башти, що, порівняно з західними танками, дає екіпажу значно менше шансів на порятунок. Вертикальне розміщення метальних зарядів робить їх дещо вразливішими при пробитті броні в порівнянні з Т-72. З іншого боку, механізм заряджання Т-80 забезпечує вищу швидкострільність і містить більшу кількість боєприпасів: 28 проти 22.

### Порівняння з західними сучасниками
Думка, що радянські танки були значно слабші за сучасні їм західні, загалом хибна. Хоча система керування вогнем Т-80Б поступалась таким на M1 Abrams та Leopard 2, він також мав нічний приціл, балістичний обчислювач та лазерний віддалемір. Т-80 має схожі габарити й масу з Т-72. Радянські танки мають значно менший силует за західні, що ускладнює їх ураження на відкритій місцевості. Однак, ціною зменшених габаритів є дуже малий кут зниження гармати — -5° проти типових для західних машин -8…-10°. Це змушує танки радянського зразка значно сильніше відкриватись для ворожого вогню на нерівній місцевості. Також перевагою танків радянського зразка є значно менша вага, що полегшує логістику.

## Збережені екземпляри
Україна

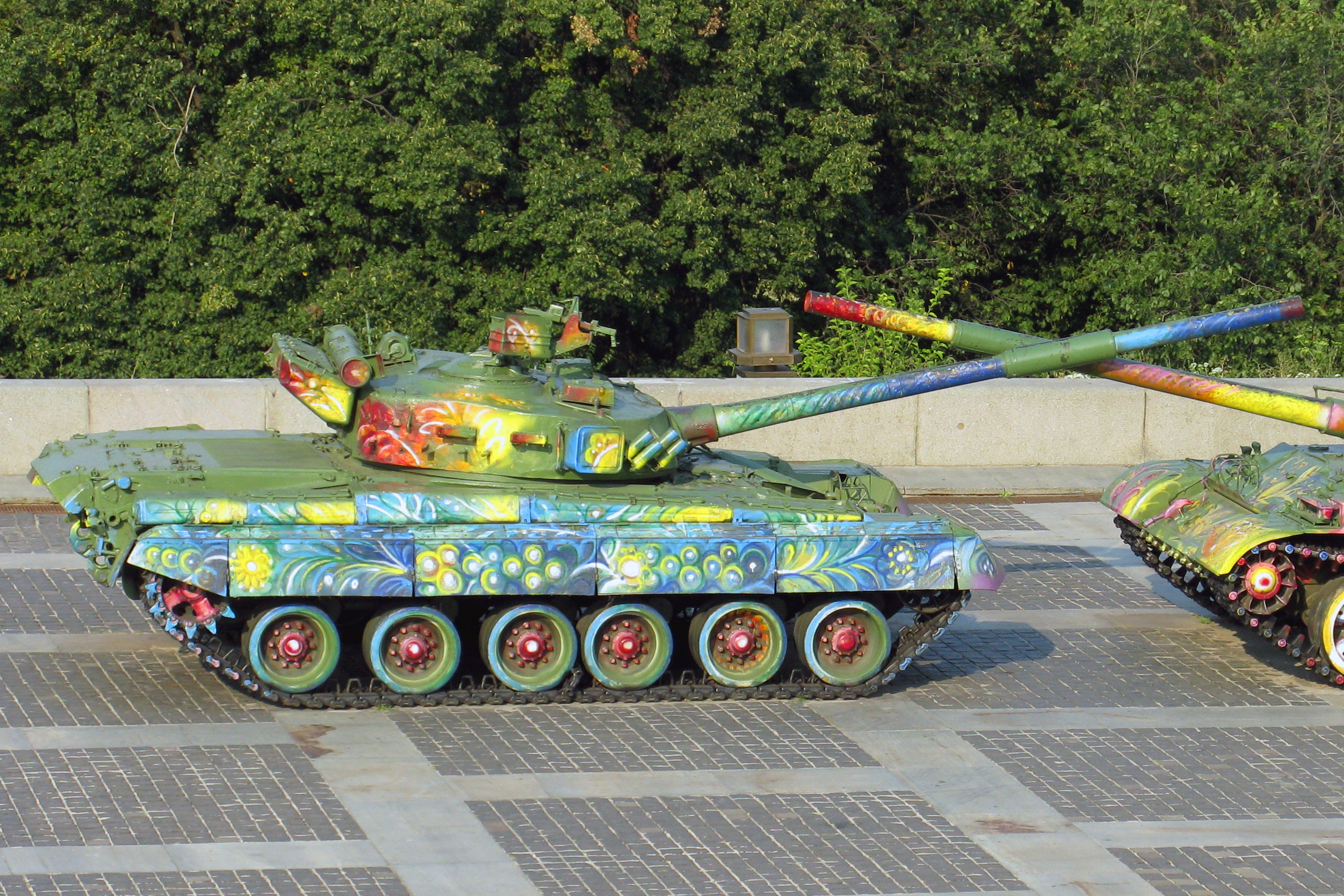
Розфарбований «Об'єкт 478» у Києві, прототип Т-80УД

- Київ. «Об'єкт 478», дослідний зразок танка Т-80 з дизельним двигуном 6ТД-1, знаходиться на території Музею історії України у Другій світовій війні[144].
- Київ. Ранній Т-80 у музеї Національного університету оборони України.[145]
- Харків. Деяка кількість різних Т-80УД, в тому числі з елементами ходової Т-64, залишились на території випробувальної бази УПІ-19[прим. 8] ХКБМ. Також там збережено єдиний макет дослідної важкої БМП на шасі Т-80.[144]

Росія
- Музей у Кубинці. Дослідний «Об'єкт 219А» (Т-80А).[146]
- Танки Т-80 встановлені як пам'ятники в низці населених пунктів: Казань, Кострома, Самара, Санкт-Петербург, Сертолово, Стрєльна, Тольятті, Шаховська та інших.[147][148]

## У культурі
- В ММО-грі War Thunder представлені Т-80Б, Т-80У як танки VII рангу й Т-80БВМ VIII рангу. Також присутні Т-80УД, Т-80УМ2, Т-80УК і «Об'єкт 292» як преміумтанки VII рангу.[149]
- В ММО-грі Armored Warfare представлені Т-80, Т-80Б/БВ, Т-80У та Т-80УМ-1.[150]